# Вплив пандемії COVID-19 на освіту

Країни, освітні заклади яких постраждали від закриття внаслідок COVID-19 у лютому 2021 року
Повне закриття шкіл
Часткове закриття шкіл
Перерва у навчанні
Онлайн навчання
Школи не закривались
Дані відсутні

Пандемія коронавірусної хвороби 2019 вплинула на освітні системи в усьому світі, що призвело до майже повного закриття шкіл, служб дошкільної освіти та догляду, університетів і коледжів.
Уряди більшості країн світу вирішили тимчасово закрити навчальні заклади, намагаючись уповільнити поширення COVID-19. Станом на 12 січня 2021 року приблизно 825 мільйонів учнів постраждали від закриття шкіл унаслідок пандемії. За даними моніторингу ЮНІСЕФ на початок січня 2021 року, 23 країни на той час запровадили загальнонаціональні карантин, а 40 — місцевий, що вплинуло на близько 47 % здобувачів освіти у світі. На той час були відкриті школи у 112 країнах.
Загалом, відсутність можливостей для отримання освіти в усьому світі більше вплинула на осіб з меншими фінансовими ресурсами, тоді як особи з кращим фінансовими можливостями знайшли можливість продовжити освіту. Нові онлайн-програми перенесли освітню роботу зі шкіл на сім'ї та окремих людей, і, отже, люди у цілому світі, які до цього покладалися на школи, а не на комп'ютери та домашню обстановку, мали більше труднощів з доступом до освіти. Освіта та догляд за дитиною раннього віку, а також закриття шкіл впливають не лише на учнів, вчителів та родини, а й мають далекосяжні економічні та суспільні наслідки. Закриття шкіл унаслідок пандемії відкрило очі на низку соціальних та економічних проблем, зокрема заборгованість студентів, онлайн-навчання, продовольчу безпеку, бездомність, доступ до догляду за дітьми, медичне обслуговування, проблеми з житлом, Інтернетом, послуги для людей з обмеженими можливостями. Більший вплив спостерігався на дітей з бідних сімей та їх родини, спричинивши перерву в навчанні, погане харчування, проблеми з доглядом за дітьми та, як наслідок, збільшення витрат для сімей, годувальники яких втратили роботу.
Унаслідок закриття шкіл ЮНЕСКО рекомендувала використовувати програми дистанційного навчання та відкриті освітні програми та платформи, які школи та вчителі можуть використовувати для дистанційного зв'язку з учнями задля зменшення перерв у навчанні.

## Передумови

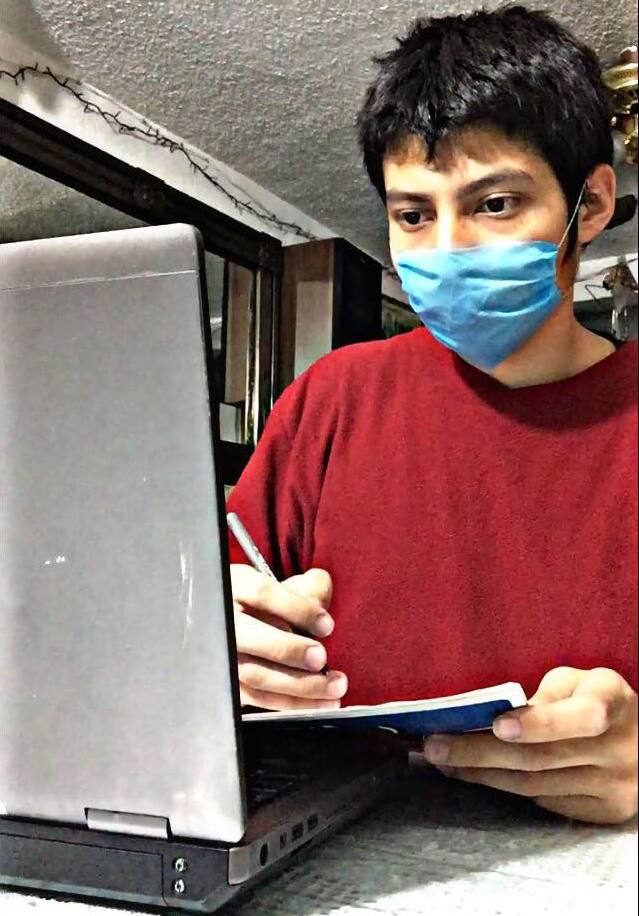
Студент із Мексики відвідує уроки онлайн у квітні 2020 року. Він носить захисну маску вдома, оскільки заразність вірусу ще вивчалася на час фотографування.

Задля уповільнення поширення COVID-19 за допомогою немедикаментозних способів і профілактичних заходів, зокрема соціального дистанціювання та самоізоляції, у понад 100 країнах світу були закриті заклади як початкової, так і середньої та вищої освіти.
Під час попередніх спалахів інфекційних захворювань проводилось масове закриття шкіл у всьому світі з різним рівнем ефективності. Математичні моделі показали, що закриття шкіл може сповільнити передачу хвороби. Однак ефективність закриття залежить від контактів, які діти підтримують поза школою. Закриття шкіл може бути ефективним для зниження випадків захворювання та смертей, особливо якщо це запроваджено негайно. Якщо школи закриваються пізно після початку спалаху, то закриття є менш ефективним, та може взагалі не мати жодного впливу. Крім того, у деяких випадках повторне відкриття шкіл після періоду закриття призвело до збільшення рівня інфікування. Оскільки закриття, як правило, відбувається одночасно з іншими заходами, зокрема забороною громадських заходів, може бути важко виміряти конкретний вплив закриття шкіл.
Під час пандемії грипу 1918—1919 років у США закриття шкіл і заборона на громадські заходи були пов'язані зі зниженням загальної смертності. Міста, які впроваджували такі заходи раніше, мали більші затримки в досягненні пікових показників смертності. Було показано, що закриття шкіл зменшило захворюваність на азійський грип на 90 % під час спалаху 1957–58 років і до 50 % під час спалаху грипу в США у 2004—2008 роках.
Деякі країни успішно сповільнили поширення інфекції шляхом закриття шкіл під час пандемії грипу H1N1 у 2009 році. Було встановлено, що закриття шкіл у японському місті Оїта помітно зменшило кількість інфікованих учнів на піку зараження; проте закриття шкіл не призвело до значного зменшення загальної кількості інфікованих учнів. Обов'язкове закриття шкіл та інші заходи соціального дистанціювання були пов'язані зі зниженням рівня передачі грипу на 29–37 %. Швидке закриття шкіл у США відстрочило пік пандемії грипу H1N1 у 2009 році. Незважаючи на загальний позитивний наслідок закриття шкіл, дослідження закриття шкіл у штаті Мічиган виявило, що «надшвидке закриття шкіл на районному рівні було неефективним».
Під час спалаху грипу H1N1 в 2009 році у Великобританії в статті під назвою «Закриття шкіл під час пандемії грипу», опублікованій в журналі «Lancet Infectious Diseases», група епідеміологів схвалила закриття шкіл, щоб перервати поширення інфекції, сповільнити подальше її поширення, та виграти час для дослідження та виробництва вакцини. Вивчивши попередні пандемії грипу, включаючи пандемію грипу 1918 року, пандемію грипу 1957 року та пандемію грипу 1968 року, вчені повідомили про наслідки для економіки та працездатності населення, які дає закриття шкіл, особливо через те, що великий відсоток лікарів і медсестер є жінками, половина з яких має дітей віком до 16 років. Учені також розглянули динаміку поширення грипу у Франції під час шкільних канікул у країні, та зазначили, що кількість випадків грипу зменшилася, коли школи закривалися, і знову зростала, коли школи знову відкривалися. Також зазначено, що коли вчителі в Ізраїлі оголосили страйк під час епідемії грипу 1999—2000 років, відвідування лікарів і кількість респіраторних інфекцій впали більш ніж на 20 % і більш ніж на 40 % відповідно.

## Контроль ризику
Для шкіл і дитячих закладів у США Центри з контролю та профілактики захворювань рекомендували короткочасне закриття закладу для очищення або дезінфекції, якщо інфікована особа перебувала в будівлі школи, незалежно від поширеності хвороби в місцевості. У разі мінімального чи помірного рівня поширеності в місцевості можна застосувати стратегії соціального дистанціювання, наприклад відкладення або скасування екскурсій, зборів та інших великих зібрань, зокрема уроків фізкультури або заняття з хором, прийом їжі в кафетерії, збільшити відстань між партами, змінити час прибуття та виходу зі школи, обмеження необов'язкових відвідувачів, і використання окремого медичного кабінету для дітей із симптомами респіраторної інфекції. Якщо в місцевості спостерігається значне поширення хвороби, на додаток соціального дистанціювання можна розглянути запровадження тривалих канікул.
З часом відповідно до перебігу епідемії школи можуть продовжити дистанційне навчання або вирішити знову відкритися. У школах можна також запровадити такі заходи, як когортування, чергування розкладів, обід у класі та використання відкритого простору — це частина способів звести до мінімуму тісний контакт. Додаткові запобіжні заходи включають носіння захисних масок, наявність дезінфікуючих засобів для рук, перепланування класів для забезпечення фізичної дистанції, та часте вологе прибирання. Центри з контролю та профілактики захворювань у США розробили так зване «Дерево рішень для школи», щоб допомогти адміністраторам освітніх закладів спланувати процес повторного відкриття. Американська академія педіатрії закликає проводити повторні відкриття з відповідною гнучкістю та реагувати на появу нової інформації про коронавірус.
Національна академія наук, інженерії та медицини США стверджує, що очному навчанню для 1—5 класів та учнів з особливими потребами слід надавати пріоритет, щоб діти не відставали. Діти молодшого віку мають більший ризик постраждати від довгострокових наслідків перерв у навчанні і недоліків у розвитку без особистого навчання.>

## Академічна доброчесність
Вплив пандемії на академічну доброчесність спостерігався в усьому світі. Зростання шахрайства за контрактом, обміну академічними файлами та шахрайства на іспитах були названі найбільшими проблемами в освіті. Завдяки дистанційному навчанню списувати студентам стало набагато легше. Частина студентів без докорів сумління вирішили, що їм краще отримати хороші оцінки завдяки списаним з Інтернету завданням, ніж навчитися самим. Онлайн-навчання також виявило різноманітні ще невирішені правові проблеми, включно авторські права, пов'язані з несанкціонованим використанням чужих лекцій.
Низка навчальних закладів звернулися до незалежних оцінювачів, щоб вони взяли на себе контроль над іспитами, але майже одразу виникло занепокоєння щодо конфіденційності студентів, незаконного стеження та впливу на психічне здоров'я студентів.
Відсутність безпосереднього контакту між учнем і вчителем також призвела до того, що учні втратили бажання до створення цілісності своєї роботи. Студенти здавали наполовину виконані завдання, отримували відповіді від друзів у класі або взагалі нічого не здавали просто тому, що освіта стала менш важливою внаслідок COVID-19.

## Гендерні відмінності
Пандемія COVID-19 збільшила гендерний розрив в освіті між жінками та чоловіками. Швидке поширення COVID-19 змусило багатьох жінок виконувати традиційні ролі доглядальниць. Загальні гендерні відмінності, які впливають на освіту жінок під час пандемії, це фінанси, нестача яких сприяє більшому відсіву жінок з навчальних закладів, домашнє насильство, дитячі шлюби, рання вагітність та експлуатація дитячої праці. Жінки, які доглядають за членами сім'ї, кидають школу заради догляду за хворими членами сім'ї та/або стати джерелом доходу для своїх сімей. У суспільних групах із гендерною нерівністю у відсотках закінчення школи дівчата зазнають підвищеного ризику не повернутися до школи після карантину, якщо їм доручено зайнятися діяльністю, яка приносить фінансову вигоду, чи займаються доглядом, або якщо вони завагітніють. Існує кореляція між підвищенням рівня безробіття та вищим рівнем відсіву дівчат зі школи. За оцінками Фонду Малали, в результаті пандемії 20 мільйонів дівчаток у країнах, що розвиваються, можуть ніколи не повернутися до навчання. Отже, спостерігається зниження рівня жінок, які повертаються до школи, особливо в бідних країнах. За оцінками ЮНЕСКО, із загальної кількості здобувачів освіти, які навчалися в усьому світі, понад 89 % не відвідували начальні заклади через закриття внаслідок пандемії COVID-19. Це становить 1,54 мільярда дітей та молоді, які навчаються в школах або університетах, включаючи майже 743 мільйони дівчат. Під час пандемії дівчата, які відвідували школи, повідомили, що стикалися з технічними проблемами під час дистанційного навчання. Використовуючи дані Національного дослідження викладачів і студентів STEM, зібрані у 2020 році, звіт описує гендерні відмінності в досвіді переходу на дистанційне викладання/навчання серед викладачів і студентів у США. Згідно з опитуванням, жінки повідомили про більші технічні проблеми під час дистанційного навчання порівняно з чоловіками. Двома основними сферами, які жінки вважали складними у дистанційному навчанні, були адаптація до дизайну курсу та перехід від очної школи до дистанційної онлайн-навчальної програми. Бідніші країни повідомили про збільшення гендерної нерівності, оскільки сім'ї не могли дозволити собі використання Інтернету в домогосподарствах з низьким рівнем доходу, щоб заплатити за освіту для жінок. Крім того, перевага надавалася освіті чоловіків над освітою жінок, оскільки вони вважалися єдиними годувальниками родин. Понад 111 мільйонів із цих дівчат живуть у найменш розвинених країнах світу, де здобути освіту дуже важко. Вони живуть в умовах крайньої бідності, економічної вразливості та кризи, де гендерна нерівність в освіті є найвищою. У Малі, Нігері та Південному Судані, трьох країнах з найнижчим рівнем прав і свобод для жінок, живе 4 мільйони дівчат, які не можуть відвідувати школу. Збільшення розриву в гендерній нерівності впливає на освіту жінок, яка вийде за межі пандемії та проникне в їхнє майбутнє. ЮНЕСКО та інші організації робили кілька спроб зібрати кошти на освіту для жінок, але через фінансові труднощі під час пандемії ці зусилля не увінчалися успіхом. Відсутність участі урядів у цьому питанні та нездатність вирішити зростаючі проблеми гендерної нерівності в освіті під час пандемії обмежили освітні можливості для жінок у всьому світі.

## Расова нерівність
Під час пандемії увагу дослідників привернув вплив COVID-19 на расову нерівність в онлайн-навчанні. Проведене невдовзі після початку пандемії дослідження Urban Institute охоплює деякі з цих висновків. Це дослідження вказує на проблеми з доступом до комп'ютера та Інтернету. Опитування домогосподарств у 2018 році показало, що 48 % опитаних домогосподарств корінних жителів Аляски не мали доступу до комп'ютерів у порівнянні з 35 % домогосподарств темношкірих, 35 % латиноамериканців і 19 % білих. Мінімальний доступ до комп'ютерів та Інтернету було виявлено в 1,3–1,4 рази більшій кількості чорношкірих та латиноамериканських домогосподарств з дітьми шкільного віку, ніж у білих домогосподарствах, причому більше 2 із 5 домогосподарств із низьким рівнем доходу мали обмежений доступ до Інтернету.
У звіті 2021 року організації «Black Education Research Collective» аналізується вплив пандемії COVID-19 на освіту темношкірих. Звіт оцінює, як темношкірі студенти, батьки, викладачі та члени спільноти переживають системний расизм під час пандемії COVID-19. Дослідження мало намір показати, як пандемія перервала освіту по всій країні, висвітлюючи існуючу расову та економічну нерівність. У дослідженні також стверджується, що навіть до спалаху учні в уразливих місцевостях, насамперед серед чорношкірих, корінних та інших меншин, стикалися з нерівністю в усьому, починаючи від ресурсів (від книжок до консультантів) до відносин учень-викладач і позакласних заходів.

## Хронологія
- 26 січня 2020 року: Китай став першою країною, яка запровадила заходи для стримування спалаху COVID-19, включаючи обмеження святкування китайського нового року, і став першою країною, яка закрила всі університети та школи по всій території країни.[74]

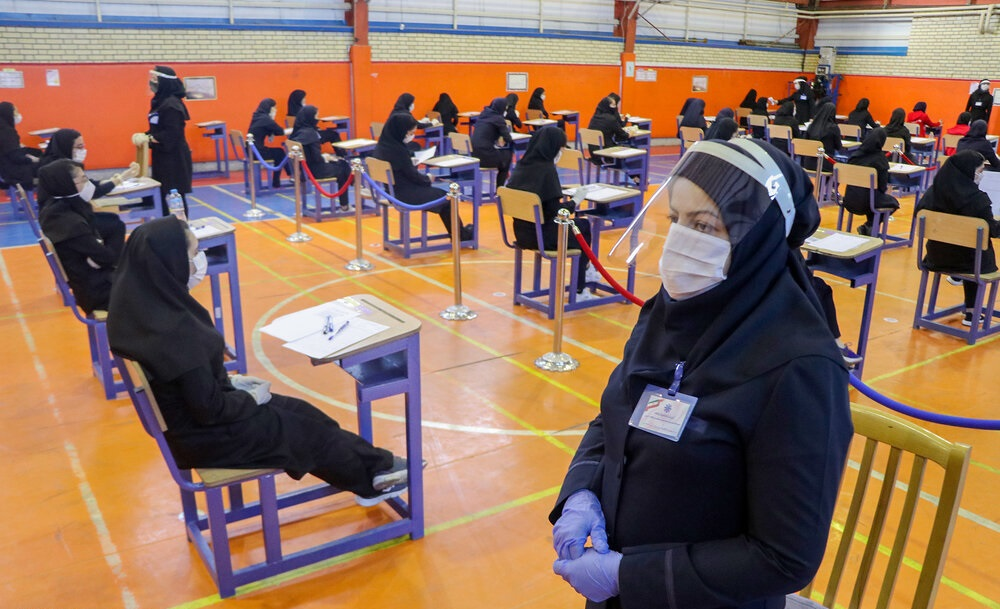
Студенти складають випускні іспити в іранському місті Тебрізі 6 червня 2020 року.

- 4 березня: 3 березня ЮНЕСКО опублікувала перші цифри щодо закриття начальних закладів і впливу на здобувачів освіти у світі. Повідомлялося, що 22 країни на 3 континентах запровадили превентивні заходи, включаючи тимчасове закриття шкіл і університетів, що вплинуло на 290,5 мільйонів учнів і студентів у всьому світі. У відповідь ЮНЕСКО закликала країни підтримати постраждалих учнів і студентів та їх сім'ї, й сприяти широкомасштабним інклюзивним програмам дистанційного навчання.[75]
- 5 березня: більшість учнів, які постраждали від надзвичайних карантинних заходів щодо COVID-19, проживали у Китаї, де постраждали 233 мільйони учнів, за ним йшли Японія (16,5 мільйонів) та Іран (14,5 мільйонів).[76]
- 10 березня: за даними ЮНЕСКО, кожен п'ятий учень у всьому світі «не відвідував школу внаслідок спалаху COVID-19», а ще кожному четвертому було заборонено відвідувати вищі навчальні заклади.[77]
- 13–16 березня: 13 березня національні уряди 49 країн повідомили про закриття шкіл або запровадили цю постанову в дію, у тому числі 39 країн закрили школи по всій країні та 22 країни закрили школи в частині регіонів. До 16 березня ця цифра за даними ЮНЕСКО зросла до 73 країн.[23]
- 19 березня: 50 % учнів у всьому світі постраждали від закриття шкіл, що відповідає загальнонаціональному закриттю в 102 країнах і закриттю в частині регіонів в 11 країнах, що торкнулося 1 мільярда осіб.
- 20 березня: понад 70 % учнів у світі постраждали від закриття, школи було закрито у 124 країнах.[23]
- 27 березня: Майже 90 % студентів світу не відвідували заняття.[78]
- 29 березня: понад 1,5 мільярда дітей та інших учнів постраждали від закриття шкіл у багатьох країнах світу. Інша частина постраждала від закриття шкіл розпорядженням місцевої влади.[20]
- Середина квітня: 1,725 мільярда здобувачів освіти у всьому світі постраждали від закриття шкіл і вищих навчальних закладів унаслідок пандемії COVID-19. Відповідно до моніторингового звіту ЮНЕСКО, 192 країни запровадили загальнонаціональне закриття начальних закладів, що торкнулося близько 99 % студентського населення світу.[79]
- 30 червня: Центри з контролю та профілактики захворювань переглянули свої рекомендації для закладів початкової, середньої та вищої освіти, у яких прямо не рекомендували проводити загальне тестування студентів і персоналу. Натомість Центри з контролю та профілактики захворювань рекомендували тестувати лише осіб, у яких є симптоми COVID-19, або які контактували з підтвердженим випадком COVID-19.[80][81]
- Станом на 12 січня 2021 року приблизно 825 мільйонів учнів постраждали через закриття шкіл унаслідок пандемії. За даними моніторингу ЮНІСЕФ, на той час 23 країни запровадили загальнонаціональне закриття начальних закладів, а в 40 країнах запроваджено закриття на регіональному рівні, що вплинуло на близько 47 % світового студентського населення. На той час були відкриті школи у 112 країнах.[3]

## Закриття навчальних закладів

Тижні закриття шкіл унаслідок пандемії COVID-19 у країнах G20.

### Закриття по всій країні
| Країни та території  | Кількість учнів від дошкільної до середньої освіти | Кількість здобувачів освіти за програмою вищої освіти | Додаткова інформація | Посилання                                              |
| -------------------- | -------------------------------------------------- | ----------------------------------------------------- | --- | ------------------------------------------------------ |
| Афганістан           | 9,608,795                                          | 370,610                                               | | [ 23 ]                                                 |
| Албанія              | 520,759                                            | 131,833                                               | Школи були закриті на два тижні. | [ 23 ] [ 82 ] [ 83 ]                                   |
| Алжир                | 9,492,542                                          | 743,640                                               | | [ 23 ]                                                 |
| Аргентина            | 11,061,186                                         | 3,140,963                                             | | [ 23 ] [ 84 ]                                          |
| Вірменія             | 437,612                                            | 102,891                                               | | [ 23 ]                                                 |
| Австрія              | 1,278,170                                          | 430,370                                               | У березні школи були закриті. Вони знову відкрилися в травні. | [ 23 ] [ 82 ] [ 85 ]                                   |
| Азербайджан          | 1,783,390                                          | 200,609                                               | | [ 23 ]                                                 |
| Бахрейн              | 247,489                                            | 44,940                                                | | [ 23 ]                                                 |
| Бангладеш            | 36,786,304                                         | 3,150,539                                             | Школи та університети були закриті. | [ 23 ]                                                 |
| Бельгія              | 2,457,738                                          | 526,720                                               | Школи були закриті, але дитячі садки залишалися відкритими. Школи відновили роботу 1 вересня. | [ 23 ] [ 82 ]                                          |
| Бутан                | 176,488                                            | 11,944                                                | | [ 23 ]                                                 |
| Болівія              | 2,612,837                                          | —                                                     | | [ 23 ]                                                 |
| Боснія і Герцеговина | 428,099                                            | 95,142                                                | І школи, і університети закриті. Початкові школи до 4-х класів відновили роботу 1 вересня. Середні школи знову відкрилися через 2 тижні, але повернулися онлайн у жовтні 2020 року на невизначений термін. | [ 23 ] [ 82 ] [ 86 ] [ 87 ]                            |
| Болгарія             | 974,469                                            | 249,937                                               | І школи, й університети закриті. | [ 23 ] [ 82 ]                                          |
| Буркіна-Фасо         | 4,568,998                                          | 117,725                                               | Буркіна-Фасо закрила всі дошкільні, початкові, післяшкільні та середні, професійні та університетські заклади з 16 по 31 березня. | [ 23 ]                                                 |
| Канада               | 25,017,635                                         | 1,625,578                                             | 16 березня всі школи були закриті на провінційному та територіальному рівні, за винятком Британської Колумбії та Юкону. Однак у школах Юкона весняні канікули почалися 16 березня, а 18 березня 2020 року закриття було продовжено до 15 квітня 2020 року. 17 березня роботу шкіл K-12 у Британській Колумбії призупинили на невизначений термін. До кінця березня всі навчальні заклади були закриті. Після літніх канікул всі школи знову відкрилися на наступний навчальний рік. | [ 23 ] [ 89 ] [ 90 ] [ 91 ] [ 92 ]                     |
| Камбоджа             | 3,310,778                                          | 211,484                                               | | [ 23 ]                                                 |
| Кайманові Острови    | 9,182                                              | —                                                     | | [ 23 ]                                                 |
| Чилі                 | 3,652,100                                          | 1,238,992                                             | Президент Чилі Себастьян Піньєра оголосив, що школи по всій країні закриватимуться лише у разі виявлення підтверджених випадків хвороби серед учнів. | [ 23 ] [ 93 ]                                          |
| Колумбія             | 9,124,862                                          | 2,408,041                                             | | [ 23 ]                                                 |
| Коста-Рика           | 1,100,782                                          | 216,700                                               | | [ 23 ]                                                 |
| Кот-д'Івуар          | 6,120,918                                          | 217,914                                               | Закриття всіх дошкільних, початкових, середніх та вищих навчальних закладів на 30 днів з опівночі 16 березня 2020 року | [ 23 ]                                                 |
| Хорватія             | 621,991                                            | 165,197                                               | Усі школи закрилися в березні 2020 року, 1-4 класи знову відкрилися в травні 2020 року, усі інші школи відновили роботу 7 вересня 2020 року після літніх канікул. | [ 23 ] [ 82 ]                                          |
| Кіпр                 | 135,354                                            | 45,263                                                | | [ 23 ]                                                 |
| Чехія                | 1,715,890                                          | 352,873                                               | І школи, й університети закриті. | [ 23 ] [ 82 ]                                          |
| Північна Корея       | 4,229,170                                          | 526,400                                               | | [ 23 ]                                                 |
| Данія                | 1,185,564                                          | 312,379                                               | І школи, й університети закриті. | [ 23 ] [ 82 ]                                          |
| Еквадор              | 4,462,460                                          | 320,765                                               | | [ 23 ]                                                 |
| Єгипет               | 23,157,420                                         | 2,914,473                                             | Класи від 1-го початкового до 3-го підготовчого навчались онлайн. Учні 1-х і 2-х класів складали іспити з дому, а учні 3-х класів — у звичайному режимі. | [ 23 ]                                                 |
| Сальвадор            | 1,414,326                                          | 190,519                                               | Президент Сальвадору Наїб Букеле наказав закрити всі школи на три тижні після аналогічних заходів у Перу та Панамі. | [ 23 ]                                                 |
| Екваторіальна Гвінея | 160,019                                            | —                                                     | | [ 23 ]                                                 |
| Естонія              | 224,987                                            | 47,794                                                | Школи закриті. | [ 23 ] [ 82 ]                                          |
| Ефіопія              | 23,929,322                                         | 757,175                                               | В Ефіопії закрили всі школи та заборонили всі масові зібрання. | [ 23 ]                                                 |
| Фіджі                | 421,329                                            | 32,565                                                | Усі школи та університети будуть фізично закриті принаймні до червня 2020 року. 19 квітня 2020 року, через місяць після підтвердження першого випадку, Міністерство освіти підтвердило, що всі початкові та середні школи почнуть перехід на онлайн-навчання в усіх класах, онлайн-заняття розпочнуться з 4 травня 2020 р. Усі університети вже перейшли на онлайн-навчання та розпочали заняття з 2 квітня 2020 р.. |                                                        |
| Франція              | 12,929,509                                         | 2,532,831                                             | Більшість початкових шкіл відновили роботу 11 травня. Університети були закриті тривалий час. | [ 23 ] [ 82 ]                                          |
| Габон                | 468,362                                            | 10,076                                                | | [ 23 ]                                                 |
| Грузія               | 732,451                                            | 151,226                                               | | [ 23 ]                                                 |
| Німеччина            | 12,291,001                                         | 3,091,694                                             | | [ 23 ]                                                 |
| Гана                 | 9,253,063                                          | 443,693                                               | У січні 2021 року знову відкрили школи. | [ 23 ]                                                 |
| КНР                  | 233,169,621                                        | 42,266,464                                            | Як країна походження вірусу, Китай був першою країною, яка зобов'язала закрити школи. Після свята Весни Китай попросив своїх майже 200 мільйонів студентів залишитися вдома та продовжити навчання онлайн. За даними ЮНЕСКО, у Китаї почали відкривати школи з березня. | [ 98 ] [ 99 ] [ 23 ]                                   |
| Греція               | 1,469,505                                          | 735,027                                               | І школи, і університети були закриті на два місяці. У травні вони знову відкрилися. Новий навчальний рік розпочався 14 вересня з обов'язковим носінням масок для учнів від дитячих дошкільних закладів до старших класів.. Однак 6 листопада середні та старші школи знову закрилися через другий національний карантин, а початкові школи та дитячі садки також закрилися через тиждень. | [ 23 ] [ 82 ] [ 101 ]                                  |
| Гренада              | 26,028                                             | 9,260                                                 | | [ 23 ]                                                 |
| Гватемала            | 4,192,944                                          | 366,674                                               | | [ 23 ]                                                 |
| Гондурас             | 2,018,314                                          | 266,908                                               | Гондурас оголосив про закриття шкіл на два тижні. | [ 23 ]                                                 |
| Угорщина             | 1,504,740                                          | 287,018                                               | І школи, і університети закриті. | [ 23 ] [ 82 ]                                          |
| Ісландія             | 80,257                                             | 17,967                                                | Школи закриті. | [ 23 ] [ 82 ]                                          |
| Індія                | 286,376,216                                        | 34,337,594                                            | 16 березня Індія оголосила про закриття шкіл і коледжів по всій країні. 19 березня Комісія з університетських грантів попросила університети відкласти іспити до 31 березня. Іспити на атестат про середню освіту були перенесені спочатку до 31 березня, а потім до липня. Онлайн-навчання заохочувалося, незважаючи на те, що до COVID-19 лише чверть домогосподарств (24 %) в Індії мали доступ до Інтернету, і існує великий розрив між селом і містом, та статтю. До квітня 2021 року майже всі штати відкрили школи.. | [ 23 ] [ 103 ] [ 104 ] [ 105 ] [ 106 ]                 |
| Індонезія            | 60,228,569                                         | 8,037,218                                             | Школи та університети закриті. Студенти навчаються вдома за допомогою онлайн-навчальних програм, таких як Google Classroom . Міністр освіти та культури Індонезії Надієм Макарім запустив освітній телеблок на TVRI, та підготувався до можливого сценарію онлайн-навчання до кінця року. | [ 23 ]                                                 |
| Іран                 | 14,561,998                                         | 4,073,827                                             | 23 лютого міністерство охорони здоров'я Ірану оголосило про закриття університетів, вищих навчальних закладів і шкіл у кількох містах і провінціях. | [ 23 ] [ 107 ]                                         |
| Ірак                 | 7,010,788                                          | 424,908                                               | Перші школи в країні закрили в лютому 2020 року. У листопаді 2020 року школи відкрили свої двері для дітей і почали працювати 6 днів на тиждень замість 5, щоб зберегти соціальну дистанцію. | [ 23 ] [ 108 ]                                         |
| Ірландія             | 1,064,091                                          | 255,031                                               | Школи, коледжі та дитячі садки були закриті по всій країні з 12 березня 2020 року до серпня/вересня 2020 року. | [ 23 ]                                                 |
| Ізраїль              | 2,271,426                                          | 210,041                                               | 13 вересня 2020 року уряд оголосив про тритижневий локдаун, який включав повне закриття шкіл, торгових центрів і готелів. | [ 23 ] [ 112 ]                                         |
| Італія               | 9,039,741                                          | 1,837,051                                             | І школи, і університети закриті. | [ 23 ]                                                 |
| Ямайка               | 552,619                                            | 74,537                                                | | [ 23 ]                                                 |
| Японія               | 16,496,928                                         | —                                                     | 27 лютого 2020 року прем'єр-міністр Сіндзо Абе попросив закрити всі японські початкові, середні та середні школи до початку квітня, щоб допомогти стримати вірус.. Це рішення було прийнято через кілька днів після того, як рада освіти Хоккайдо закликала до тимчасового закриття своїх 1600 державних і приватних шкіл.. Дитячі садки були виключені з загальнонаціонального запиту про закриття. Станом на 5 березня 98,8 % всіх муніципальних початкових шкіл виконали запит Абе, що призвело до закриття 18923 шкіл. | [ 23 ]                                                 |
| Йорданія             | 2,051,840                                          | 320,896                                               | 14 березня 2020 року уряд Йорданії запровадив заходи для боротьби зі спалахом хвороби, зокрема посилив карантину, який закриває всі кордони та забороняє всі вхідні та вихідні рейси, закриває школи та університети на два тижні та забороняє щоденні молитви в мечетях. Міністр освіти анонсував запуск телеканалів для трансляції уроків для старшокласників. Приватні школи та університети оголосили свої розклади онлайн-прослуховування за допомогою різних каналів. | [ 23 ]                                                 |
| Казахстан            | 4,375,239                                          | 685,045                                               | | [ 23 ]                                                 |
| Кенія                | 13,751,830                                         | 562,521                                               | 26 квітня 2020 року повідомлено, що школи в Кенії залишатимуться закритими протягом наступного місяця згідно з директивою уряду щодо заходів, спрямованих на запобігання поширенню коронавірусу. 30 травня міністерство освіти повідомило, що школи повинні залишатися закритими після отримання звіту Національного комітету реагування. Міністерство додало, що коли настане час для відкриття шкіл, уряд надасть відповідні вказівки. Однак у звіті рекомендується відкрити школи у вересні, а учні 8 і 4 класів мають скласти національні іспити в лютому 2021 року. | [ 23 ]                                                 |
| Кувейт               | 632,988                                            | 116,336                                               | | [ 23 ]                                                 |
| Киргизстан           | 1,443,925                                          | 217,693                                               | | [ 23 ]                                                 |
| Латвія               | 313,868                                            | 82,914                                                | Школи закриті до 14 квітня. | [ 23 ] [ 82 ]                                          |
| Ліван                | 1,132,178                                          | 231,215                                               | Дитсадки закриті. Школи, коледжі та університети перейшли на дистанційне навчання. | [ 23 ]                                                 |
| Лесото               | 313,868                                            | 82,914                                                | Лесото оголосило надзвичайний стан 18 березня та закрило школи до 17 квітня (але дозволено продовжити шкільне харчування).. | [ 23 ] [ 120 ]                                         |
| Лівія                | 1,510,198                                          | 375,028                                               | | [ 23 ]                                                 |
| Литва                | 460,257                                            | 125,863                                               | Дитячі садки закриті. Школи, коледжі та університети перейшли на дистанційне навчання. | [ 23 ] [ 82 ]                                          |
| Люксембург           | 102,839                                            | 7,058                                                 | Школи закриті. | [ 23 ] [ 82 ]                                          |
| Малайзія             | 6,677,157                                          | 1,284,876                                             | Школи та університети закриті з 18 березня та знову відкрилися 15 липня лише для учнів 1–4 класів і 5–6 класів початкової школи. | [ 23 ] [ 121 ]                                         |
| Мавританія           | 928,218                                            | 19,371                                                | | [ 23 ]                                                 |
| Мексика              | 33,159,363                                         | 4,430,248                                             | Декілька університетів, зокрема Національний автономний університет Мексики і Монтеррейський інститут технології та вищої освіти, перейшли на онлайн-заняття 13 березня 2020 року. Наступного дня Секретаріат громадської освіти повідомив, що всі спортивні та громадські заходи в школах будуть скасовані. Також 14 березня Секретаріат освіти оголосив, що великодні канікули, які спочатку планувалися з 6 по 17 квітня, будуть продовжені з 20 березня на 20 квітня як профілактичний захід. Того ж дня Автономний університет Нуево-Леона (третій за величиною університет країни за кількістю студентів) призупинив заняття для своїх понад 206 тисяч студентів, починаючи з 17 березня на невизначений термін. | [ 23 ]                                                 |
| Монголія             | 870,962                                            | 155,248                                               | | [ 23 ]                                                 |
| Чорногорія           | 111,863                                            | 23,826                                                | Чорногорія заборонила масові зібрання, та закрила школи щонайменше на два тижні. | [ 23 ]                                                 |
| Марокко              | 7,886,899                                          | 1,056,257                                             | | [ 23 ]                                                 |
| Намібія              | 689,520                                            | 56,046                                                | Усі школи були закриті 14 березня 2020 року. Хоча це автоматично не поширювалося на університети, вони також призупинили очне навчання. Повторне відкриття шкіл було заплановане лише на «етапі 3» плану повернення до нормального стану, який мав набути чинності 2 червня 2020 року. | [ 23 ] [ 126 ] [ 127 ] [ 128 ]                         |
| Нідерланди           | 3,336,544                                          | 875,455                                               | 12 березня всі голландські університети призупинили очне викладання до 1 квітня, але онлайн-викладання продовжиться. Друге закриття навчальних закладів почалося 16 грудня 2020 року, через день після початку карантину. | [ 23 ] [ 82 ]                                          |
| Нова Зеландія        |                                                    |                                                       | 26 березня по всій країні були закриті всі школи та університети. Уряд запровадив двотижневі канікули, дозволивши школам якомога швидше перейти на дистанційну форму навчання. Університети закрилися на тиждень, але потім відновили онлайн-викладання. Інші освітні служби залишалися відкритими, але викладання було обмежено дистанційним навчанням. Усі школи відновили роботу 11 травня. | [ 129 ] [ 130 ] [ 131 ]                                |
| Північна Македонія   | 298,135                                            | 61,488                                                | І школи, і дитячі садки закриті. | [ 23 ] [ 82 ]                                          |
| Норвегія             | 1,073,521                                          | 284,042                                               | Школи закриті. | [ 23 ] [ 82 ]                                          |
| Оман                 | 780,431                                            | 119,722                                               | Усі навчальні заклади, державні та приватні, закриті з 14 березня. Це стосувалося дитячих садків, шкіл, коледжів та університетів. | [ 23 ] [ 132 ]                                         |
| Пакистан             | 44,925,306                                         | 1,878,101                                             | Усі навчальні заклади були відкриті. | [ 23 ] [ 133 ]                                         |
| Палестина            | 1,404,021                                          | 222,336                                               | Починаючи з 28 лютого 2021 року, школи на окупованому Західному березі річки Йордан закрилися на 12 днів для сповільнення подальше поширення COVID-19. Середні школи не закривалися. | [ 23 ] [ 134 ]                                         |
| Панама               | 837,246                                            | 161,102                                               | Міністр освіти Панами Маруджа Гордай повідомила про призупинення занять у державних і приватних школах на більшій частині країни, починаючи з 11 березня і продовживши закриття до 7 квітня. | [ 23 ] [ 94 ]                                          |
| Парагвай             | 1,519,678                                          | 225,211                                               | | [ 23 ]                                                 |
| Перу                 | 8,015,606                                          | 1,895,907                                             | | [ 23 ]                                                 |
| Філіппіни            | 24,861,728                                         | 3,589,484                                             | І школи, і університети закриті з 16 березня 2020 року. Студенти навчаються вдома або онлайн, або за модульним навчанням. Країна запровадила систему дистанційного навчання — поєднання онлайн-класів, друкованих модулів і теле/радіоуроків — після вказівки президента Родріго Дутерте призупинити особисті заняття, доки вакцина проти COVID-19 не стане широко доступною. Очні заняття знову відкрилися 5 листопада 2021 року в районах з низьким рівнем ризику для коледжів і університетів, з обмеженням кількості класів у 50 %. Випробування очних занять для початкових і старших шкіл розпочалося 15 листопада 2021 року для 100 державних шкіл. З 22 серпня 2022 року школи та університети були повністю відкриті для всіх очних занять. | [ 23 ] [ 135 ] [ 136 ] [ 137 ] [ 138 ] [ 139 ] [ 140 ] |
| Польща               | 6,003,285                                          | 1,550,203                                             | І школи, і університети закриті. | [ 23 ] [ 82 ]                                          |
| Португалія           | 2,028,254                                          | 346,963                                               | І школи, і університети закриті. | [ 23 ] [ 82 ]                                          |
| Катар                | 309,856                                            | 33,668                                                | | [ 23 ]                                                 |
| Південна Корея       | 7,044,963                                          | 3,136,395                                             | | [ 23 ]                                                 |
| Молдова              | 498,881                                            | 87,277                                                | І школи, і університети закриті. | [ 23 ] [ 82 ]                                          |
| Румунія              | 2,951,879                                          | —                                                     | Школи були закриті внаслідок пандемії з 11 березня по 13 вересня 2020 року; 9 листопада 2020 року — 7 лютого 2021 року; 2 квітня — 4 травня 2021 (подовжені весняні канікули). Дистанційне навчання під час закриття шкіл було необов'язковим до кінця квітня 2020 року. | [ 23 ] [ 82 ]                                          |
| Росія                | —                                                  | —                                                     | 14 березня Міністерство освіти Росії порадило школам по всій країні перейти на дистанційне навчання «за потреби». Московська область запровадила гнучку політику відвідування в місцевих державних школах і дитячих садах, однак усі звичайні заняття в школах триватимуть у звичайному режимі, а діти, які вирішили залишитися вдома на розсуд батьків, навчатимуться онлайн. Наступного дня приватним школам у Москві було рекомендовано призупинити роботу на два тижні, а кільком школам, розташованим на території іноземних посольств у Москві, було рекомендовано перейти на двотижневий карантин.. Головний санітарний лікар Москви підписав постанову про заборону відвідуваня шкіл-інтернатів і дитячих будинків.. 16 березня Москва подовжила заходи щодо закриття державних шкіл, університетів, спортивних шкіл і закладів додаткової освіти з 21 березня до 12 квітня. Карантин у всіх школах Росії з 23 березня. |                                                        |
| Руанда               | 3,388,696                                          | 75,713                                                | | [ 23 ]                                                 |
| Сент-Люсія           | 30,925                                             | 2,237                                                 | | [ 23 ]                                                 |
| Саудівська Аравія    | 6,789,773                                          | 1,620,491                                             | | [ 23 ]                                                 |
| Сенегал              | 3,475,647                                          | 184,879                                               | Школи закрилися з 14 березня на 3–4 тижні. | [ 23 ]                                                 |
| Сербія               | 964,796                                            | 256,172                                               | І школи, і університети закриті. | [ 23 ] [ 82 ]                                          |
| Сінгапур             | —                                                  | —                                                     | Школи повністю перейшли на онлайн-навчання. Школи залишаються відкритими лише для дітей, батьки яких не можуть знайти альтернативний догляд для своїх дітей. | [ 152 ]                                                |
| Словаччина           | 832,055                                            | 156,048                                               | Школи закриті. | [ 23 ] [ 82 ]                                          |
| Словенія             | 332,677                                            | 79,547                                                | | [ 23 ]                                                 |
| ПАР                  | 13,496,529                                         | 1,116,017                                             | Президент Сиріл Рамафоса оголосив стан національної катастрофи у відповідь на спалах COVID-19, і закрив усі школи до кінця Великодніх свят у Південній Африці. 16 березня міністр вищої освіти, науки та інновацій оголосив про запровадження карантинних заходів, які стосуються університетів і коледжів по всій країні, у відповідь на виявлення позитивного тесту на коронавірус у студента Університету Вітса в Йоганнесбурзі. | [ 23 ] [ 153 ] [ 154 ]                                 |
| Іспанія              | 7,696,101                                          | 2,010,183                                             | Школи відкриті. | [ 23 ] [ 82 ]                                          |
| Шрі-Ланка            | 4,917,578                                          | 300,794                                               | Уряд розпорядився закрити школи з 12 березня по 20 квітня, що також означає кінець першого семестру. Приватні заняття та уроки також закриті на два тижні до 26 березня. | [ 23 ] [ 155 ] [ 156 ] [ 157 ]                         |
| Судан                | 8,171,079                                          | 653,088                                               | | [ 23 ]                                                 |
| Швейцарія            | 1,289,219                                          | 300,618                                               | Школи закриті. | [ 23 ] [ 82 ]                                          |
| Сирія                | 3,491,113                                          | 697,415                                               | Школи та університети закрилися, і в певній формі набуло розвитку електронне навчання. | [ 23 ]                                                 |
| Китайський Тайбей    |                                                    |                                                       | Школи були закриті в рамках двотижневого продовження канікул навесні 2020 року. У 2021 році школи були закриті з 19 травня до початку нового навчального року 1 вересня. Цей другий період загальнонаціонального закриття був пов'язаний зі сплеском випадків COVID-19 на острові. | [ 158 ] [ 159 ]                                        |
| Таїланд              | 12,990,728                                         | 2,410,713                                             | | [ 23 ]                                                 |
| Тринідад і Тобаго    | 260,439                                            | 16,751                                                | У березні школи були закриті. З 14 вересня навчання тільки онлайн. Навчання, що передбачає навчання та/або польову практику, відкладено. | [ 23 ]                                                 |
| Туніс                | 2,479,163                                          | 272,261                                               | | [ 23 ]                                                 |
| Туреччина            | 17,702,938                                         | 7,198,987                                             | З 23 березня навчання проводилось лише онлайн. Навчання з навчанням та/або польовою практикою відкладено. | [ 23 ]                                                 |
| Туркменістан         |                                                    |                                                       | У всіх загальноосвітніх школах Туркменістану продовжено канікули до 6 квітня. Наказ, підписаний Міносвіти, як профілактичний захід спрямований на запобігання поширенню респіраторних захворювань у зв'язку з пандемією ВООЗ коронавірусу. Навчання та/або виробнича практика відкладені. | [ 160 ]                                                |
| Україна              | 5,170,368                                          | 1,614,636                                             | Школи закриті. | [ 23 ] [ 82 ]                                          |
| ОАЕ                  | 1,170,565                                          | 191,794                                               | 3 березня уряд оголосив, що всі приватні та державні школи та коледжі закриються на чотири тижні з неділі, 8 березня, а учні навчатимуться вдома протягом наступних двох тижнів. Потім 30 березня уряд повідомив, що програма електронного навчання триватиме до кінця року. | [ 23 ] [ 163 ]                                         |
| Велика Британія      |                                                    |                                                       | 18 березня повідомлено, що всі школи Великобританії закриються до 20 числа (кінець цього робочого тижня) для всіх, крім найбільш уразливих дітей та учнів, чиї батьки працюють у сферах, які вважаються особливо важливими для боротьби з коронавірусом. | [ 164 ] [ 165 ]                                        |
| Узбекистан           | 7,174,483                                          | 299,634                                               | | [ 23 ]                                                 |
| Венесуела            | 6,866,822                                          | —                                                     | Президент Ніколас Мадуро запровадив «колективний карантин» у семи штатах Венесуели та призупинив заняття в школах та університетах. | [ 23 ] [ 166 ]                                         |
| Ємен                 | 5,852,325                                          | 267,498                                               | | [ 23 ]                                                 |
| Замбія               | 3,955,937                                          | 56,680                                                | Школи закриті на невизначений термін. | [ 23 ]                                                 |
| РАЗОМ                | 831,021,742                                        | 128,207,915                                           | | [ 23 ]                                                 |

### Місцеві закриття шкіл
Станом на 12 січня 2021 року в 40 країнах місцеві органи влади закрили школи. За оцінками ЮНЕСКО, 473933356 учнів потенційно знаходяться в групі ризику (від дошкільних закладів до учнів старшої середньої освіти), а 77938904 студентів потенційно знаходяться в групі ризику у серед здобувачів вищої освіти.
| Країна    | Регіон/и | Дивіться також                         | Посилання               |
| --------- | --- | -------------------------------------- | ----------------------- |
| Австралія | Австралія не закрила школи чи університети відповідно до порад Австралійського головного комітету охорони здоров'я. Деякі приватні та незалежні школи вирішили закритися. 22–23 березня уряди штатів Вікторія та Австралійська столична територія всупереч порадам федерального уряду, ухваливши рішення про закриття шкіл, тоді як уряд штату Новий Південний Уельс закликав учнів залишатися вдома, якщо це можливо. Багато університетів тимчасово закрилися та перейшли на онлайн-навчання. | Коронавірусна хвороба 2019 у Австралії | [ 167 ] [ 168 ] [ 169 ] |
| Бразилія  | Станом на 16 березня в Бразилії було більше підтверджених випадків коронавірусної хвороби, ніж у будь-якій іншій латиноамериканській країні, однак президент Жаїр Болсонару запровадив незначну кількість загальнодержавних заходів для уповільнення поширення хвороби. Оскільки президент і федеральний уряд не вжили заходів щодо пандемії та станом на 18 березня не ухвалили рішення про скасування занять у всій країні, нижчі владні інстанції діяли автономно. Державні школи, муніципальні школи, приватні заклади та університети вчинили по-різному щодо припинення занять, обираючи між закриттям відразу, поступово або взагалі не закриваючи, а також між заміною занять на дистанційне навчання або просто їх відкладення. Через це, згідно з даними ЮНЕСКО, з 20 березня існують лише «локальні» (на відміну від «національних») закриття начальних закладів. Низка штатів, зокрема Сан-Паулу, Ріо-де-Жанейро та Пернамбуку, скасували заняття в державних школах, але деякі муніципальні школи продовжили заняття в звичайному режимі навіть у цих штатах. Спочатку штат Мінас-Жерайс скасував заняття в державних школах лише на 3 дні, а 18 березня губернатор штату оголосив, що заняття в столиці штату Белу-Оризонті скасовано на невизначений термін. тому що в регіоні було підтверджено місцеву передачу інфекції, але в решті штату заняття продовжуватимуться до подальшого повідомлення. У Сан-Паулу заняття скасовували поступово, щоб батьки мали час знайти спосіб, що є альтернативою перебування дітей з бабусею і дідусем. З 16 по 20 березня учні могли піти на уроки, але тих, хто не ходив на уроки, не каратимуть. Заняття були скасовані на невизначений термін, починаючи з 23 березня. Щодо безпечності харчування у школах для учнів, деякі муніципальні та державні школи повідомили про запровадження «продовольчих наборів» з можливістю забирати їх щотижня, як, наприклад, у Ресіфі, або деякі окремі школи залишалися відкритими для учнів, щоб пообідати, як, наприклад, в Еспіріту-Санту. У вищій освіті Університет Кампінаса став першим університетом країни, який скасував усі заняття, про що було повідомлено 13 березня 2020 року. Спочатку заняття були скасовані до 31 березня, але пізніше університет продовжив призупинення до 12 квітня. 11 березня в одного із студентів Університету Сан-Паулу було підтверджено інфікування коронавірусом, що призвело до того, що один факультет скасував заняття на один день, і лише 17 березня скасовані заняття на всіх факультетах університету. Багато університетів по всій країні скасували заняття, зокрема Федеральний університет Вісози (з 16 березня) та Федеральний університет латиноамериканської інтеграції (з 17 березня), але інші навчальні заклади залишалися відкритими. У місті Сан-Паулу, де проживає половина із 120 тисяч бразильських євреїв, єврейські школи були закриті, частина з них проводили уроки дистанційно через відео. У Ріо-де-Жанейро єврейські денні школи також закрилися внаслідок відсутності відсутність загальнодержавного рішення щодо закриття державних і приватних шкіл у місті. | Коронавірусна хвороба 2019 у Бразилії  | [ 23 ]                  |
| Фінляндія | Дошкільна освіта та 1–3 класи продовжуватимуть роботу для дітей, батьки яких працюють у секторах, критичних для функціонування суспільства, а також будуть проводитися заняття для дітей з особливими потребами від дошкільної до старшої середньої освіти. Дошкільна освіта та догляд мали забезпечуватися для всіх дітей, батьки яких не могли організувати догляд за ними вдома. На інших рівнях освіти контактне навчання могло продовжуватися, якщо це було визнано необхідним для завершення навчання. | Коронавірусна хвороба 2019 у Фінляндії | [ 23 ]                  |
| Швеція    | Школи залишилися відкритими. 17 березня уряд Швеції повідомив, що середні школи, професійно-технічні школи та університети будуть закритими, і рекомендував продовжувати заняття за допомогою дистанційної освіти. | Коронавірусна хвороба 2019 у Швеції    | [ 23 ] [ 82 ] [ 183 ]   |
| США       | Станом на 10 квітня 2020 року більшість американських державних і приватних початкових і середніх шкіл — принаймні 124 тисячі — припинили очне навчання по всій країні, що вплинуло на щонайменше 55,1 мільйона учнів. Станом на 2 травня видано розпорядження або рекомендовано закрити шкільні приміщення на решту навчального року в 47 штатах, 4 територіях і окрузі Колумбія. Більшість начальних закладів перейшли на онлайн-навчання; проте існують занепокоєння щодо доступу студентів до необхідних технологій, прогулів і пристосувань для студентів з особливими потребами. Школи також прагнули скорегувати шкали оцінок і вимоги до випуску, щоб пом'якшити прогалини, спричинені безпрецедентним закриттям начальних закладів. Велика кількість вищих навчальних закладів скасувала заняття та закрила гуртожитки внаслідок спалаху хвороби, включаючи всіх членів Ліги плюща та багато інших державних і приватних університетів по всій країні. Багато університетів також розширили використання оцінювання «склав/не склав» на весняний семестр 2020 року. 27 березня президент Дональд Трамп підписав закон CARES, який передбачає економічні пільги для отримувачів студентських позик. Відповідно до закону всі федеральні студентські позики перебували в режимі очікування без нарахування відсотків до 30 вересня 2020 року. | Коронавірусна хвороба 2019 у США       |                         |
| Уругвай   | З 14 березня в Уругваї закривалися школи лише у разі зареєстрованих випадків коронавірусної хвороби серед учнів. Республіканський університет скасував заняття 13 березня 2020 року, а в суботу, 14 березня, уряд оголосив про призупинення на 2 тижні занять у державних і приватних школах. Школи мали залишатися відкритими для забезпечення харчування учнів, але без занять. | Коронавірусна хвороба 2019 в Уругваї   | [ 23 ]                  |
| В'єтнам   | Усі дошкільні, початкові та середні школи у В'єтнамі; а також всі вищі начальні заклади в багатьох містах і провінціях були закриті. | Коронавірусна хвороба 2019 у В'єтнамі  | [ 23 ] [ 192 ]          |

## Наслідки закриття навчальних закладів

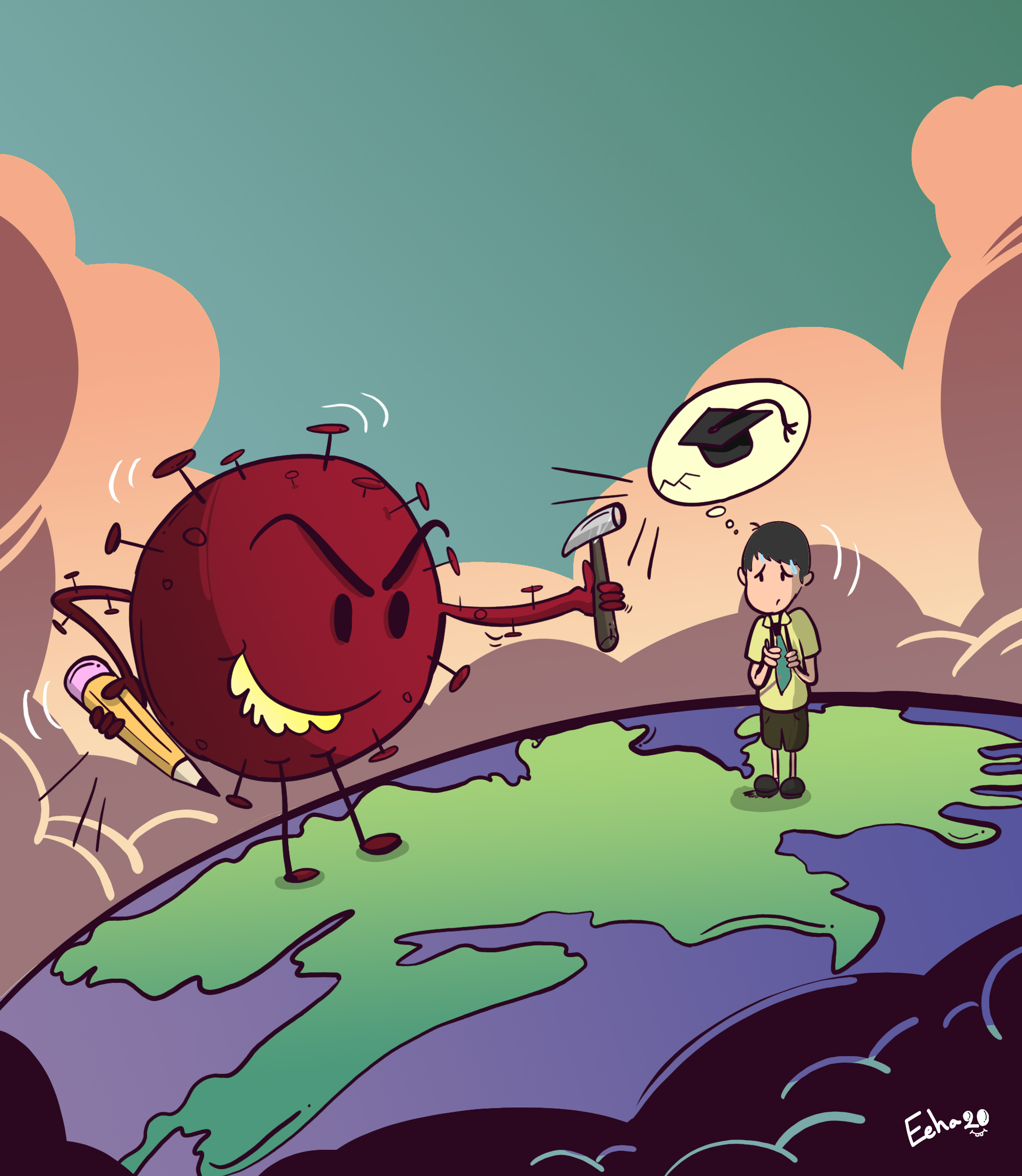
За даними МОП і ЮНІСЕФ пандемія COVID-19 може підштовхнути ще мільйони дітей до дитячої праці в країнах, що розвиваються.

Закриття шкіл унаслідок пандемії COVID-19 відкрило численні проблеми, що впливають на доступ до освіти, а також на ширші соціально-економічні проблеми. Станом на 12 березня 2020 року понад 370 мільйонів дітей та молоді не відвідують навчальні заклади внаслідок тимчасового або безстрокового закриття шкіл по всій країні за рішенням уряду задля уповільнення поширення COVID-19. Станом на 29 березня майже 90 % осіб у світі, що навчаються, постраждали від закриття начальних закладів.
За даними ЮНІСЕФ пандемія COVID-19 вплинула на понад 91 % учнів і студентів у всьому світі, приблизно 1,6 мільярда дітей і підлітків не можуть відвідувати очні заняття внаслідок тимчасового закриття та карантину.
Навіть якщо закриття начальних закладів є тимчасовим, це тягне за собою значні соціальні та економічні втрати. Проблеми, які вони спричиняють, впливають на людей у більшості країн, але їхній вплив є більш серйозним для дітей з бідних родин, та їх сімей, включаючи переривання навчання, погане харчування, проблеми з доглядом за дітьми, та відповідні економічні витрати для сімей, члени яких не можуть працювати під час пандемії. Згідно з дослідженнями «Studi Economici Dell'Ocse» (ОЕСР), успішність у школі критично залежить від підтримки тісних стосунків з учителями. Це особливо стосується студентів з неблагополучних сімей, які можуть не мати батьківської підтримки, необхідної для самостійного навчання. Працюючі батьки частіше пропускають роботу, коли закриваються школи, щоб піклуватися про своїх дітей, що в багатьох випадках призводить до втрат заробітку, та негативно впливає на продуктивність праці. Локалізовані закриття шкіл створюють додатковий тягар для відкритих шкіл, оскільки батьки та офіційні особи перенаправляють дітей до працюючих шкіл. Імовірним може стати й те, що пандемія COVID-19 і закриття шкіл ще більше загострять кризу навчання, яка спостерігалася в усьому світі.

### Навантаження на персонал охорони здоров'я
Жінки складають майже 70 % працівників охорони здоров'я, що наражає їх на більший ризик інфікування. Вони часто не можуть приходити на роботу внаслідок необхідності догляду за дітьми, які є наслідком закриття шкіл. Зокрема, у США галузь охорони здоров'я має один із найвищих показників показників невиходу на роботу у зв'язку з доглядом за дітьми в порівнянні з іншими галузями, де загалом приблизно 28,8 % робочої сили відповідає за надання допомоги дітям віком 3–12 років. У найкращому випадку це означає, що закриття шкіл вчиняє тиск на медичних працівників у системах, які вже перевантажені внаслідок великої кількості хворих на COVID-19. У гіршому випадку це означає, що деякі медичні працівники можуть взагалі не вийти на роботу в медичні заклади.

### Навчання онлайн
Онлайн-навчання стало життєво важливим для освіти, оскільки навчальні заклади прагнуть звести до мінімуму можливість зараження хворобою. Технологія може надати вчителям і учням доступ до спеціалізованих матеріалів, що виходять далеко за межі підручників, у різних форматах і таким чином, може поєднати час і простір. Рішення для онлайн-навчання можуть приймати різні форми, включаючи високотехнологічні рішення, такі як адаптивне навчальне програмне забезпечення на основі планшетів, або низькотехнологічні рішення, такі як радіо, SMS та навчальне телебачення. Вчителі можуть працювати в подвійному режимі, навчаючи учнів оффлайн і онлайн одночасно.
Внаслідок пандемії COVID-19 багато шкіл у всьому світі почали проводити уроки за допомогою програмного забезпечення для відеотелефонії, зокрема Zoom, Google Classroom та/або Google Meet. Організація економічного співробітництва та розвитку створила платформу для проведення освітніх заходів під час пандемії COVID-19 для дистанційного навчання. Можливість викладати в режимі реального часу суттєво допомогла викладачам впоратися з переходом до нових форм навчання, коли це було необхідно, порівняно з їхніми колегами, які були змушені покладатися на асинхронне навчання.

#### Нерівний доступ до технологій
Відсутність доступу до технологій або швидкого і надійного доступу до Інтернету може перешкодити студентам з сільської місцевості та з неблагополучних сімей. Відсутність доступу до технологій або хорошого підключення до Інтернету є перешкодою для продовження навчання, особливо для студентів з неблагополучних сімей. Вчителі повідомили, що учні з більшою ймовірністю виконають завдання, якщо у них є доступ до Інтернету вдома. У відповідь на закриття шкіл внаслідок COVID-19 ЮНЕСКО рекомендує використовувати програми дистанційного навчання та відкриті освітні додатки та платформи, які школи та вчителі можуть використовувати для віддаленого зв'язку з учнями та обмеження перерв у навчанні. Однак у регіонах, де онлайн-навчання є неможливим через відсутність доступу до інструментів дистанційного навчання, таких як смартфони та підключення до Інтернету, частина батьків віддають перевагу дитячій праці або раннім шлюбам, щоб впоратися з фінансовою напругою, спричиненою пандемією.
Задля уповільнення передачі COVID-19, сотні бібліотек тимчасово закрилися. У США багато великих міст повідомили про закриття публічних бібліотек, зокрема Лос-Анджелес, Сан-Франциско, Сіетл і Нью-Йорк, загалом закрилась 221 бібліотека. Для студентів, які не мають Інтернету вдома, це ускладнило дистанційне навчання.
Економіст з Єльського університету Фабріціо Дзіліботті спільно з професорами Пенсільванського університету, Північно-Західного університету та Амстердамського університету в січні 2022 року виступив співавтором дослідження, яке показало, що нерівний доступ до технологій під час пандемії збільшує освітню нерівність і прогалини в навчанні, які будуть зберігатися тривалий час.

#### Авторське право
Відсутність обмежень і винятків щодо авторського права також може вплинути на можливість студентів отримати доступ до підручників і матеріалів, необхідних для навчання. Започатковано кілька ініціатив, щоб надати студентам і викладачам доступ до відкритих освітніх ресурсів або зрозуміти обмеження авторського права. Міжнародна рада з відкритої та дистанційної освіти створила спеціальний веб-сайт для вебінарів, порад щодо онлайн-викладання, та ресурсів для вчителів.
У Новій Зеландії група видавців погодилася дозволити віртуальне публічне читання своїх матеріалів у бібліотеках і аудиторіях. Подібна угода була укладена в Австралії, де Австралійська асоціація видавців, Австралійська бібліотечно-інформаційна асоціація та Австралійське товариство авторів узгодили набір виняткових заходів, щоб дозволити бібліотекам надавати освітній контент. Австралійська правова організація AMCOS погодилася надати безкоштовну ліцензію на всі свої ноти всім школам Австралії. Правозахисна організація в Нідерландах запустила веб-сайт, щоб дозволити вчителям використовувати безкоштовну ліцензовану музику та відео для своїх уроків.
Коаліція з понад 500 організацій громадянського суспільства та окремих осіб надіслала листа директору Всесвітньої організації інтелектуальної власності Френсісу Ґаррі із запитом, в якому серед іншогойшлося про спеціальний набір обмежень і винятків щодо авторського права на час пандемії.
Кілька організацій також працювали над тим, щоб пояснити вчителям, як орієнтуватися в складних сценаріях авторського права. Національний відділ авторського права Австралії, спеціалізована команда авторських прав, відповідальна за політику та адміністрування авторських прав для австралійських шкіл і закладів технічної та додаткової освіти, випустила набір рекомендацій щодо питань авторського права під час дистанційного навчання, і набір рекомендацій щодо використання відкритого ліцензованого контенту, спеціально призначеного для батьків, які підтримують учнів. Центр «Cyfrowe» у Польщі проводив відкриті конкурси на підтримку роботи вчителів і вихователів, які є лідерами у секторі відкритої освіти. Програма інформаційної справедливості та інтелектуальної власності в Американському університеті провела низку вебінарів для різних викладачів, щоб ознайомити їх із проблемами авторського права під час онлайн-навчання, та як застосувати найкращі практики добросовісного використання.

### Догляд за дітьми

Учень зі штату Керала в Індії на онлайн-уроці

Закриття закладів ранньої освіти та догляду, а також шкіл посилює конфлікти між роботою та сім'єю, особливо для батьків з молодшими дітьми, які більше потребують догляду та нагляду за дистанційним навчанням. Закриття шкіл створює навантаження для батьків та опікунів щодо забезпечення догляду за дітьми та організації дистанційного навчання, поки діти не відвідують школу. За відсутності альтернативи батьки, які працюють, часто залишають дітей самих, коли школи закриваються, і це може призвести до ризикованої поведінки, включаючи посилення впливу однолітків і зловживання психоактивними речовинами. З іншого боку, у деяких країнах, що розвиваються, батьки можуть залучати своїх дітей до роботи, зокрема й до важкої фізичної праці, як це було в індійському штаті Махараштра, де частина підлітків, які не відвідують школу, працювали на полях цукрової тростини разом зі своїми батьками-поденниками.
У США станом на початок квітня 2020 року більше половини існуючих програм догляду за дітьми принаймні тимчасово закрили та не обслуговували дітей.

### Працюючі жінки
Багато працюючих матерів покинули роботу, щоб піклуватися про своїх дітей під час закриття шкіл і онлайн-навчання. У місцях, де можливий неповний робочий день або повністю онлайн-навчання, працюючим батькам зазвичай залишається вибір: організувати догляд за дітьми або припинити роботу в дні, коли їхні діти не відвідують школу. Однак доглядальників за дітьми часто важко знайти, або вони недоступні через підвищений попит на них і закриття дитячих закладів під час пандемії, що робить це непридатним варіантом для багатьох батьків.
У зв'язку з труднощами із забезпеченням житлом і відсутністю гнучкості з боку своїх роботодавців, щоб дозволити їм піклуватися про своїх дітей, жінки в США, особливо темношкірі та латиноамериканські жінки, втратили непропорційну частку робочих місць з початку пандемії. До цього відносяться вимушені скорочення з роботи жінок, які не можуть досягти відповідної продуктивності праці, і добровільні звільнення жінок, які стикаються з надто сильним тиском від виконання своїх оплачуваних і неоплачуваних обов'язків. У багатьох випадках жінки, які працюють, не могли дозволити собі приватний догляд за дітьми, тому їм доводилося брати відпустку з роботи або звільнятися з роботи. Академічне дослідження весни 2021 року показало, що набагато більша частка матерів залишила роботу в штатах США, де школи пропонували переважно дистанційну освіту. У період з лютого 2020 по 2021 рік понад 2,3 мільйона жінок у США залишили роботу. У січні 2021 року лише 57 % американських жінок працювали, що є найнижчим показником за 33 роки.
Дослідження, проведене Вашингтонським університетом у Сент-Луїсі, показало, що з лютого по квітень 2020 року матері скоротили свій оплачуваний робочий день у 4—5 разів більше, ніж батьки, що збільшило гендерний розрив у робочому часі максимум на 50 %. На думку авторів дослідження, диспропорція може призвести до того, що натовпи жінок покинуть роботу, та масових звільнень жінок. Економіст з Мічиганського університету Бетсі Стівенсон попередила, що відтік жінок з роботи під час пандемії може призвести до довгострокових наслідків для жінок на ринку праці. Оскільки робочий час є основною причиною гендерного розриву в оплаті праці, а періоди безробіття негативно впливають на майбутні доходи та робочу мобільність, експерти попереджають, що скорочення, спричинене пандемією, може відкласти просування жінок в гендерній рівності на роботі на десятиліття назад.

### Харчування та відсутність продовольчої безпеки
Харчування відіграє вирішальну роль у когнітивному розвитку та успішності дітей. Багато дітей у всьому світі покладаються на безкоштовне або пільгове харчування в школах. Коли школи закриваються, харчування особливо погіршується для дітей у школах, де надається харчування.
У США програми шкільних обідів є другою за величиною ініціативою проти голодування дітей після талонів на харчування. Щороку майже 30 мільйонів дітей у країні покладаються на школи, щоб забезпечити собі безкоштовне або недороге харчування, включаючи сніданок, обід, закуски та навіть вечерю. У штаті Вашингтон приблизно 45 % із 1,1 мільйона учнів штату, які навчаються в традиційних державних і муніципальних школах, мають право на субсидоване шкільне харчування. Щонайменше 520 тисяч учнів та їхніх сімей можуть постраждати від відсутності продовольчої безпеки внаслідок закриття шкіл. В Алабамі, де закриття загальнодержавних шкіл станом на 18 березня вплинуло на понад 720 тисяч учнів, інспектор штату оголосив, що персонал шкіл, які непропорційно постраждали від бідності, створить мережі розподілу їжі, щоб забезпечити їжею учнів, які покладаються на шкільні обіди.
Багато сімей з низьким доходом у США мають право на програми шкільних обідів, які фінансуються федеральним урядом і субсидуються на рівні штату. Через цю потребу в країні школи мали залишатися відкритими під час епідемії COVID-19, щоб забезпечити харчуванням дітей, які мають право на безкоштовне або пільгове харчування. Частина шкіл стали креативними, та щотижня розсилали опитування, щоб охопити кожного учня, якому потрібен безкоштовний або пільговий обід.
У Великій Британії футболіст Маркус Рашфорд підштовхнув уряд продовжити безкоштовне харчування в школах на літні канікули в серпні. Спочатку ця пропозиція була проголосована 61 голосом. Однак пізніше уряд Бориса Джонсона змінив це і погодився продовжувати платити за харчування.За свої зусилля Решфорд отримав звання члена Ордену Британської імперії.

### Результати навчання студентів та учнів
Закриття шкіл негативно впливає на результати навчання учнів. Шкільне навчання забезпечує необхідне навчання, і коли школи закриваються, діти та молодь позбавляються можливостей для росту та розвитку. Негативний ефект є непропорційно більшим для незаможних учнів, які, як правило, мають менше освітніх можливостей після школи. Коли школи закриваються, батьків часто просять допомогти дітям навчатися вдома, і їм важко виконати це завдання, особливо це стосується батьків з обмеженою освітою та обмеженими ресурсами.
Під час закриття шкіл учні засвоюють знання повільніше, ніж під час звичайного навчального року. Було підраховано, що під час закриття шкіл швидкість розвитку навичок читання у дітей в дитячому садку сповільнюється на 66 % порівняно з активним навчанням. Нещодавнє дослідження наслідків кашмірського землетрусу 2005 року показало, що закриття шкіл у середньому на 14 тижнів призвело до того, що постраждалі діти відставали від своїх однолітків на 1,5-2 роки, які не постраждали від стихійного лиха, наслідком якого було закриття шкіл. На практиці ця втрата навчання може призвести до того, що постраждалі діти будуть заробляти на 15 % менше за кожен дорослий рік свого життя.
Рівень відсіву учнів, як правило, зростає внаслідок закриття шкіл через проблему забезпечення повернення всіх учнів до школи після закінчення закриття шкіл. Особливо це стосується тривалих закриттів. Діти з сімей з гіршими умовами життя, з групи ризику або безпритульні діти, швидше за все, не повернуться до школи після закінчення закриття, і наслідком цього часто буде несприятливі умови на все життя через втрачені можливості.
Школи також є центрами соціальної активності та взаємодії людей. Коли школи закриваються, багато дітей та молоді втрачають соціальні контакти, необхідні для навчання та розвитку. Відповідно, уявлення вчителів про те, як учні справляються з завданням, значно знижувалося з кожним рівнем освіти, причому викладачі університетів вважали, що їхні учні справляються з ситуацією набагато краще, ніж вчителі початкової школи.

### Недоступність стратегій пом'якшення впливу закриття шкіл
Вплив закриття школи на успішність досліджували в літні місяці. Багато стратегій, які використовуються для запобігання зниженню успішності навчання, зокрема відвідування літньої школи, відвідування бібліотек та/або участь у літніх заходах з підвищення грамотності, були недоступні під час пандемії. Щоденне домашнє читання, яке є доступним в домашніх умовах, зменшує втрату знань на 42 %.

### Навчання у спеціальних начальних закладах
Потенційний вплив закриття начальних закладів і запровадження дистанційного навчання в перші місяці пандемії не відображався в офіційних федеральних урядових актах США. Студенти спеціальних освітніх закладів потенційно є однією з найбільш постраждалих від COVID-19 груп. Педагоги продовжували зосереджуватися на впровадженні стратегій надання послуг і розміщення їх у віртуальних, гібридних та індивідуальних умовах. Однак інформація про те, наскільки серйозно це вплинуло на учнів, як і чи вплине на їхні оцінки через їхній статус і як це вплине на їхнє майбутнє, на той момент не уточнювалося.

### Вплив освітніх закладів на випадки COVID-19 і смертність
Вплив закриття шкіл на випадки COVID-19 і смертність досліджувався в кількох дослідженнях. У дослідженні, яке розглядало закриття шкіл у США, закриття шкіл було пов'язане зі зменшенням кількості випадків COVID-19 на 1,37 мільйона та 40600 смертей від COVID-19 протягом шеститижневого періоду дослідження. Однак два міжнародні дослідження, які вивчали вплив відновлення шкіл від дитячого садка до 12 класу, не виявили послідовного зв'язку між відновленням цих шкіл і поширенням COVID-19, а інше дослідження в США не показало підвищеного ризику для догляду за дітьми працівників, які продовжували працювати. Інші дослідження, які розглядали багато змін у діяльності під час пандемії, показали незначні зміни, пов'язані із закриттям шкіл.

## Вплив на формальну освіту
Термін «Формальна освіта» — на відміну від інформальної освіти або неформальної освіти — зазвичай стосується шкіл, коледжів, університетів і навчальних закладів. У звіті Світового банку 1974 року формальна освіта була визначена так: «Формальна освіта — це ієрархічно структурована, хронологічно градуйована система освіти, яка проходить від початкової школи до університету та включає, на додаток до загального академічного навчання, різноманітні спеціалізовані програми та заклади для денної технічної та професійної підготовки».
Більшість зібраних даних щодо кількості студентів і учнів, постраждалих від COVID-19, було розраховано на основі закриття систем формальної освіти. Інститут статистики ЮНЕСКО надає дані про кількість учнів, які постраждали від COVID-19, відповідно до кількості учнів, які навчаються на дошкільному, початковому, середньому та старшому рівнях освіти (ISCED рівні від 0 до 3), а також на рівнях вищої освіти (рівні ISCED 5-8). У середньому учителі початкових шкіл гірше впоралися з переходом, ніж викладачі середніх шкіл та викладачі університетів.

### Дошкільна освіта
Освітні програми раннього дитинства зазвичай розроблені для дітей віком до 3 років і можуть стосуватися дошкільних закладів, ясел, дитячих садків і деяких програм денного догляду. Незважаючи на те, що через COVID-19 у світі закрились багато початкових і середніх шкіл, заходи, що впливають на освітні програми для дітей раннього віку, відрізняються. У деяких країнах і територіях, наприклад, в Австралії, дошкільні заклади та дитячі садки вважаються життєво необхідними послугами, і не закриваються із запровадженням ширших заходів щодо закриття шкіл.
У США департамент у справах дітей, молоді та сімей штату Вашингтон закликав центри догляду за дітьми та раннього навчання залишатися відкритими. Деякі шкільні округи могли пропонувати альтернативні варіанти догляду за дітьми, надаючи пріоритет дітям служб невідкладного реагування та медичних працівників. Губернатор штату Меріленд наказав, щоб спеціальні служби догляду за дітьми залишалися відкритими для дітей персоналу швидкої допомоги, тоді як штати Вашингтон і Каліфорнія залишили це на розсуд постачальників послуг.Губернатор Каліфорнії Гевін Ньюсом пояснив позицію свого штату, сказавши: «Нам потрібно, щоб наші заклади догляду за дітьми, наші дитячі центри працювали так, щоб знешкоджувати наслідки закриття шкіл». Штат Колорадо заохочував розробку «наборів інструментів» для батьків, щоб використовувати їх вдома, щоб спостерігати за уроками, які діти отримали б у своїх програмах раннього навчання. Понад мільйон американських дітей, які відповідають вимогам, не були зараховані до дитячих садків у 2021—2022 навчальному році. У річному звіті про стан освіти за 2022 рік, підготовленому Національним центром статистики освіти для міністерства освіти США, зазначено, що протягом 2019—2020 років відбулося зниження на 13 % зарахування вихованців у віці 3 і 4 років, які відповідають вимогам, з 54 % до 40 %.
У Японії прем'єр-міністр Сіндзо Абе своїм розпорядженням закрив усі школи по всій країні до 8 квітня, однак дитячі садки не були закриті. На початку березня у 5 дорослих, які працювали у закладі для дошкільнят у Кобе, виявили коронавірус. Після тестування понад 100 дітей у закладі було виявлено, що один із вихованців дошкільного закладу є носієм коронавірусу.

### Початкова освіта

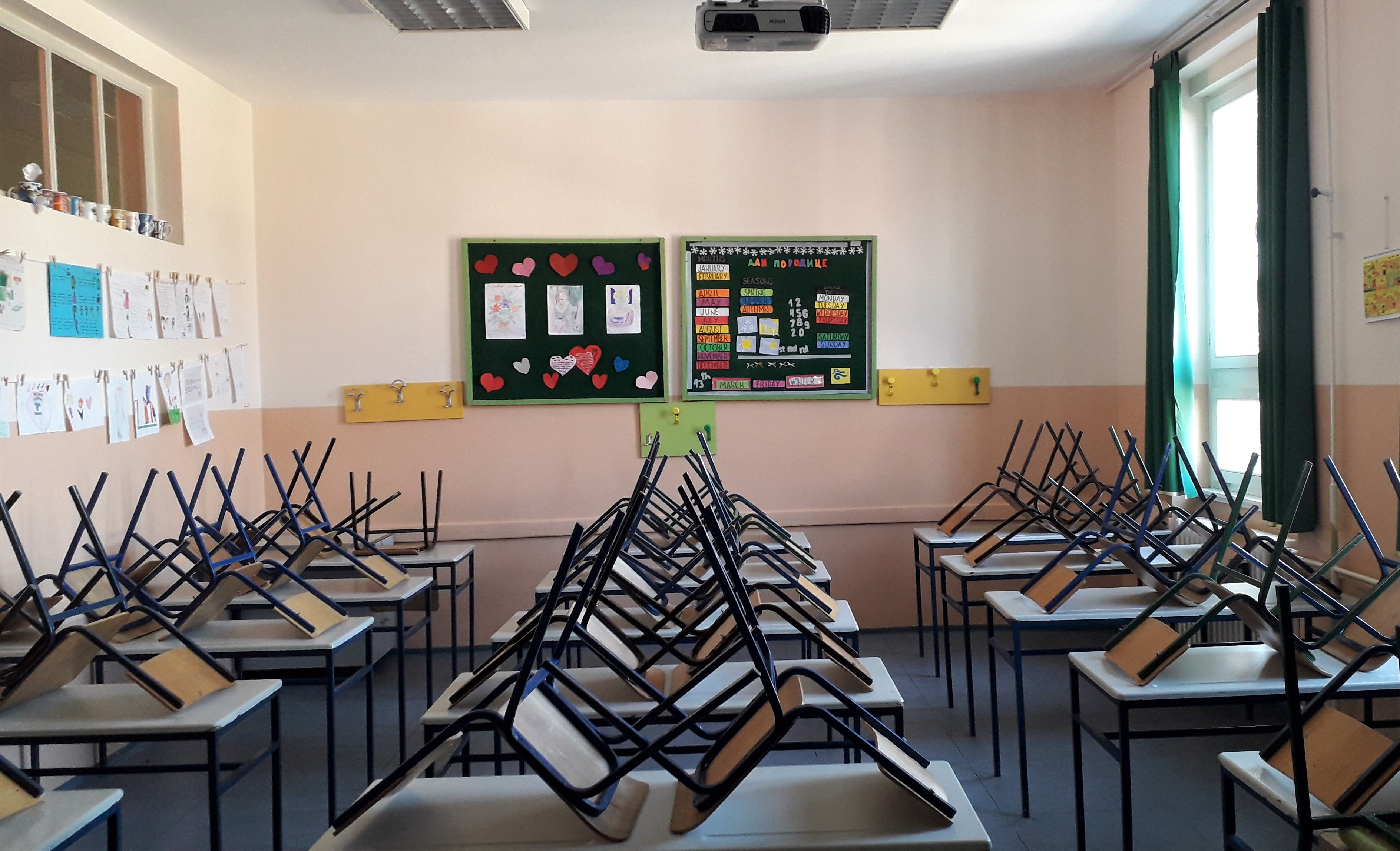
Порожній клас у закритій початковій школі внаслідок COVID-19 у Кікінді, Сербія

Початкова освіта зазвичай складається з перших 4—7 років формальної освіти. У дитячому садку діти вперше беруть участь у формальній освіті. На основі порівняння довгострокових даних про грамотність учнів дитячого садка під час весняного семестру шкільного навчання та під час літніх канікул, одне дослідження передбачило, що закриття шкіл внаслідок пандемії COVID-19 уповільнить рівень набуття грамотності на 66 % у дітей дитячого садка під час відсутності занять або вироблення альтернативних освітніх стратегій. Дослідження виявило, що протягом 8-місячного періоду з 1 січня по 1 вересня 2020 року, припускаючи закриття шкіл з 16 березня по 1 вересня 2020 року (і беручи до уваги літні канікули, які зазвичай триватимуть у цей період), ці діти з дитячого садка отримали б у середньому на 31 % менше навичок до грамотності, ніж якби не було закриття шкіл. У США у 2019—2020 навчальному році відсоток відвідування дитячих садків для дітей віком 5 років знизився на 6 %, впавши з 91 % до 84 %.

### Середня і професійна освіта
У більшості країн середня освіта є фазою континууму освіти, відповідальною за розвиток молоді в підлітковому віці, найшвидшої фази її фізичного, розумового та емоційного зростання. Однак, на думку багатьох дослідників, учні середньої освіти втратили структуру, необхідну для успішного навчання в школі. Натомість студенти повинні забезпечувати себе самі, і ризикують відстати в навчанні через відволікаючі фактори вдома та в Інтернеті. Соціально-емоційне благополуччя учнів середньої школи також викликало занепокоєння з огляду на проведене опитування, згідно з яким 80 % учнів зазнали певного негативного впливу на своє психічне здоров'я внаслідок пандемії. 20 % з них повідомили, що їх психічне здоров'я значно погіршилося. Центри з контролю та профілактики захворювань у США пропонують студентам багато відпочивати, регулярно займатися фізичними вправами та добре і збалансовано харчуватися, щоб допомогти впоратися з психічними стресами під час пандемії.
У США стандартизовані тести для вступу до коледжу, які складають наприкінці середньої освіти, такі як SAT і ACT, адаптовано для проведення особистих іспитів із меншою спроможністю та з дотриманням запобіжних заходів. Також досліджувався онлайн-прокторинг як метод зробити тест більш доступним. Онлайн-версія іспиту TOEFL стала доступною для студентів, які складають іспит удома. Крім того, багато коледжів і університетів відмовилися від стандартизованих тестів для вступу або зробили цю вимогу необов'язковою.
Міжнародна організація бакалаврату скасувала іспити для кандидатів на дипломну програму та програму, пов'язану з кар'єрою, заплановані на період з 30 квітня по 22 травня 2020 року, що, як повідомляється, вплинуло на понад 200 тисяч студентів у всьому світі. Міжнародна організація бакалаврату заявила, що надасть кандидатам дипломи або сертифікати на основі їх курсової роботи та встановленого досвіду оцінювання, суворості та контролю якості, які вже вбудовані в програму. Рада коледжів розпочала пропонувати як особисте, так і онлайн-тестування для іспитів «Advanced Placement» у 2020—2021 навчальному році.

### Приватні школи в США
Одним із наслідків спалаху COVID-19 у Сполучених Штатах Америки стало збільшення кількості учнів у приватних школах. Багатьом батькам, які бажали навчання дітей у приватній школі, потрібно було прилаштувати свою дитину, оскільки батькам потрібно працювати поза домом. Незважаючи на високу вартість приватних шкіл, батьки вважали, що вартість навчання того варта.
Випадковим наслідком цього переходу до приватних шкіл є збільшення розриву нерівності між сім'ями, які можуть дозволити собі навчання в приватній школі, і тими, хто не може. Ці сім'ї часто тримають своїх дітей вдома у віртуальному навчальному середовищі. Такі проблеми, як погане широкосмугове з'єднання, та нездатність батьків належним чином підтримувати навчання своїх дітей через відсутність навичок англійської мови чи конфлікти на роботі призведуть до того, що певні учні відстають у навчанні.

### Початкові та середні школи в Кенії
Дослідження «готовності вчителів і батьків підтримувати віртуальне навчання під час пандемії COVID-19 у Кенії» показало, що більшість батьків і вчителів не були готові підтримувати віртуальне навчання. Ця проблема торкнулася всіх шкіл: державних 8-4-4 шкіл, приватних 8-4-4 шкіл, міжнародних шкіл і приватних шкіл у країні. Це вказує на слабку систему підтримки віртуальної освіти в кенійських школах під час спалаху COVID-19, що вплинуло на віртуальне навчання.

### Дефляція оцінки
Організацію IBO гостро розкритикували в усьому світі через їхні методи підрахунку підсумкових оцінок студентів і стратегію «Опитування результатів» після публікації результатів 6 липня 2020 року. Отже, багато студентів не тільки отримали набагато нижчі оцінки, ніж то, що їм передбачали вчителі, але також не виконали вимоги до вступу до кожного університету, до якого вони подавали документи, що вплинуло на приблизно 170 тисяч студентів у 153 країнах. У результаті петиції, які зібрали десятки тисяч підписів, які були створені в Інтернеті з хештегом «IBSCANDAL» і стали вірусними, школи та люди втратили довіру до освітньої компанії, та розглядають інші альтернативи середньої освіти.

### Вища освіта
Вища освіта відноситься до необов'язкових освітніх рівнів, які йдуть після закінчення середньої або старшої школи. Вища освіта зазвичай включає бакалаврат і післядипломну освіту, а також професійну освіту та навчання. Особи, які закінчили вищу освіту, як правило, отримують сертифікати, дипломи або вчені ступені.
Для вищої освіти підготовка майбутньої робочої сили є ключовим пріоритетом. Багато професій покладаються на освіту, яка підтримується заходами, зосередженими на кампусі, такими як особисте спілкування з іншими студентами, інтегроване навчання та подальші практичні заняття. Наприклад, лікарі, медсестри та суміжні медичні працівники пройшли підготовку за допомогою особистих спостережень — подібно до моделі учнівства. Доведено, що особиста освіта створює міцнішу взаємодію та стосунки між студентом і репетитором і студентом із студентом, що може сприяти кращій взаємодії в майбутньому. З поширенням COVID-19 і переходом до дистанційного навчання дуже важко досягти подібного рівня глибини. Щоб проаналізувати рушійні сили економічного впливу різних типів ініціатив, запроваджених в онлайн-освіті, потрібні додаткові докази здійсненності, переваг і перешкод при цій формі навчання.

#### Бакалаврат
Додипломна освіта — це освіта, яка проводиться після середньої освіти та до післядипломної освіти, за яку здобувач зазвичай отримує ступінь бакалавра.
Закриття коледжів і університетів призводить до значних індивідуальних, організаційних та навчальних наслідків для студентів, викладачів, адміністраторів і самих установ. Початковий період швидкої адаптації протягом 2020 року включав три основні заходи боротьби з поширенням COVID-19: мінімальну юридичну відповідь, відкладений початок періодів навчання та швидку цифровізацію навчальної програми. Роздуми про те, що робити в цій ситуації, призвели до факультативного навчання онлайн або особисто, залежно від того, яку тактику обрав університет.
Очікувалося, що мільйони студентів відкладуть початок навчання для здобуття ступеня бакалавра на пізніший рік через пандемію. Це не тільки негативно вплине на майбутній процес вступу до університетів через брак місць, але й очікується, що університети в усьому світі втратять мільярди доларів США в еквіваленті через зменшення кількості студентів, які, як очікувалося, навчатимуться в університетах у 2020—2021 навчальному році. Коледжі та університети США закликались до відшкодовування студентам вартості навчання, проживання та харчування.
Хоча під час пандемії студентам було надано екстрену допомогу в розмірі 6 мільярдів доларів, 21 квітня 2020 року міністр освіти Бетсі Девос вирішила, що допомога буде надаватися лише тим студентам, які вже мають право на федеральну фінансову допомогу. Це правило могло позбавити десятків тисяч студентів без документів, які брали участь в урядовій програмі відкладених дій щодо прибуття дітей (DACA, або «Мрійники»), що дає їм відстрочку від депортації, можливості отримати екстрену допомогу.
Окрім того, що коледжі втратили величезну кількість доходу, самі студенти бакалаврату втратили величезну кількість необхідних освітніх заходів внаслідок COVID-19. Через відсутність регулярної освіти серед усіх студентів процесом навчання стає важче керувати. До пандемії COVID-19 студенти коледжу мали очні заняття, особисті робочі години та позакласні заходи. Проте пандемія створила атмосферу, коли студенти, які мають уявлення про свою майбутню професію, вивчають важливу інформацію за екраном. Ці зміни зробили зосередження на заняттях, побудованих навколо обраної студентами спеціальності, дуже складним, оскільки вони не відчувають того, на чому мають зосереджуватися в повній мірі. Результатом цього є втрата бажання вивчення конкретних предметів, нездатність зосередитись на важливій інформації та заплямована академічна доброчесність.

#### Вплив на місцеву економіку
У Сполучених Штатах Америки коледжі та університети працюють як міні-міста, які приносять значні доходи містам, штатам і регіонам. Наприклад, у 2017 році Прінстонський університет підрахував, що його щорічний внесок в економіку Нью-Джерсі складає 1,58 мільярда доларів США, а студенти витрачають близько 60 мільйонів доларів США за межами університету. Закриття коледжів і університетів має ефект доміно для економіки з далекосяжними наслідками.
У березні Лінда Білмс з Гарвардської школи Кеннеді зазначила, що «місцеві готелі, ресторани, кафе, магазини, агенції з прокату автомобілів та інші місцеві підприємства отримують значну частку річного доходу від тижня випускників і зустрічі коледжів… ці громади постраждають від великий економічний збиток, якщо коледжі залишаться закритими в цей час».
Маленькі міста, які покладаються на студентів коледжів для підтримки місцевої економіки та забезпечення робочою силою місцевих підприємств, особливо страждають від закриття навчальних закладів і відтоку студентів із кампусу. В Ітаці в штаті Нью-Йорк студенти Корнелльського університету витрачали щонайменше 4 мільйони доларів на тиждень в окрузі Томпкінс. У зв'язку з рішенням університету залишити студентів вдома після весняних канікул і переходу на віртуальне навчання, мер Ітаки закликав до «негайних і рішучих федеральних дій — ми побачимо жахливі економічні наслідки в результаті закриття Корнелльського університету».

## Іноземні студенти в Сполучених Штатах
Іноземні студенти зробили внесок у різні аспекти освіти, такі як різноманітність, дослідження, культурне збагачення та економіка. Вони часто платять вищу ціну за освіту та стикаються з вищими ризиками без державного та адміністративного захисту під час кризи. COVID-19 також є кризовим періодом.
Під час пандемії COVID-19 іноземні студенти стикаються з незручностями порівняно з перебуванням на батьківщині. Головним чином це відбувалося через пов'язані з імміграцією урядові рішення щодо закриття кордонів, різких змін у візовій та імміграційній політиці. Іноземні студенти мали вищий рівень психічних і депресивних розладів порівняно з місцевими студентами.
Пандемія змусила змінити спосіб життя. Найважливішою зміною є використання технологій із збільшенням часу, проведеного за екраном комп'ютера. Відповідно, це призводить до збільшення споживання комунальних послуг. Однак іноземні студенти не мали права на державну фінансову підтримку. Крім того, вартість медичних послуг для іноземних студентів у США була значно вищою, ніж для громадян та резидентів США. Цей фінансовий тягар, пов'язаний із охороною здоров'я, став ще більш значним під час надзвичайної ситуації у сфері охорони здоров'я, зокрема й COVID-19, що спричинило додатковий фінансовий стрес і занепокоєння іноземних студентів.
Зміни в академічному стилі були протилежними тому, чого очікували іноземні студенти від навчання у США. Відсутність особистої взаємодії з однолітками, соціальних і професійних мереж, а також обмежений доступ до навчальних ресурсів і зручностей — усе це погіршувало якість життя та роботи студентів. Іноземним студентам довелося адаптуватися до цих академічних перешкод на додаток до звичайних викликів у нормальний час.

### Зменшення кількості іноземних студентів у США
Міграційна та митна служба США повідомила дані, які свідчать про значне зменшення кількості іноземних студентів різних категорій у США у 2020 році порівняно з 2019 роком. Найбільш помітне зменшення кількості іноземних студентів у США у 2020 році припадає на зменшення кількості нових зарахованих студентів у результаті закриття кордонів, скасування міжнародних рейсів та змін в імміграційній політиці.

### Політика «Америка перш за все»
У США було запроваджено багато імміграційних політик, щоб змусити іноземних студентів, які відвідують онлайн-курси, виїхати зі Сполучених Штатів або запобігти їх повторному в'їзду. Іноземні студенти в закладах, які перейшли на повністю дистанційну роботу, були за законом зобов'язані швидко залишити США і не отримували допомоги в отриманні транспортних засобів. Студенти з візою F-1, які відвідували навчальні заклади, які мають змішану дистанційну та особисту роботу, могли пройти лише один онлайн-курс, а решту курсів мали пройти особисто. Іноземні студенти також повинні були отримати спеціальний сертифікат від свого навчального закладу, щоб підтвердити, що їхня начальна програма не повністю онлайн, і що вони відвідують відповідну кількість онлайн-занять. Для американських студентів подібних обмежень не було.

## Заходи під час пандемії

### Рекомендації ЮНЕСКО
ЮНЕСКО надала десять рекомендацій щодо залучення до онлайн-навчання:
- Вивчіть готовність і оберіть найбільш релевантні інструменти. Прийміть рішення про використання високотехнологічних і низькотехнологічних рішень на основі надійності локального електропостачання, підключення до Інтернету, та цифрових навичок викладачів і студентів. Це може варіюватися від інтегрованих цифрових навчальних платформ, відеоуроків, MOOC для трансляції через радіо та телебачення.
- Забезпечити включення програм дистанційного навчання: вжити заходів для забезпечення доступу до програм дистанційного навчання студентів, включно з особами з обмеженими можливостями або з низькими доходами, якщо лише обмежена кількість із них має доступ до цифрових пристроїв. Розгляньте можливість тимчасової децентралізації таких пристроїв із комп'ютерних лабораторій у родини та підтримуйте їх підключенням до Інтернету.
- Захист конфіденційності та безпеки даних: оцінюйте безпеку даних під час завантаження даних або освітніх ресурсів у веб-простору, а також під час обміну ними з іншими організаціями чи особами. Переконайтеся, що використання програм і платформ не порушує конфіденційність даних учнів.
- Виявіть пріоритетні рішення для вирішення психосоціальних проблем перед навчанням: мобілізуйте доступні інструменти для встановлення зв'язків між начальними закладами, батьками, вчителями та учнями. Створюйте спільноти для забезпечення регулярних людських взаємодій, увімкніть заходи соціального догляду та вирішення можливих психосоціальних проблем, з якими студенти можуть зіткнутися, коли вони ізольовані.
- Сплануйте навчальний графік програм дистанційного навчання: Організуйте обговорення із зацікавленими сторонами, щоб вивчити можливу тривалість закриття шкіл і вирішити, чи програма дистанційного навчання має бути зосереджена на викладанні нових знань, чи покращенні знань учнів з попередніх уроків. Плануйте розклад залежно від ситуації в постраждалих зонах, рівня навчання, потреб студентів і наявності батьків. Вибирайте відповідні методики навчання, виходячи із стану закриття шкіл і домашнього карантину. Уникайте вивчення методологій, які вимагають спілкування віч-на-віч.
- Надайте підтримку вчителям і батькам у використанні цифрових інструментів: організуйте також короткі тренінги або ознайомчі сесії для вчителів і батьків, якщо потрібен моніторинг і сприяння. Допоможіть вчителям підготувати базові параметри, такі як рішення щодо використання Інтернет-даних, якщо їм потрібно забезпечити пряму трансляцію уроків.
- Поєднуйте відповідні підходи та обмежте кількість програм і платформ: поєднуйте інструменти чи медіа, які доступні для більшості учнів, як для синхронного спілкування та уроків, так і для асинхронного навчання. Уникайте перевантаження учнів і батьків, просячи їх завантажити та протестувати занадто багато програм або платформ.
- Розробіть правила дистанційного навчання та контролюйте навчальний процес учнів: Визначіть правила дистанційного навчання з батьками та учнями. Розробіть формувальні запитання, тести чи вправи, щоб уважно стежити за процесом навчання учнів. Спробуйте використовувати інструменти для підтримки подання відгуків учнів і не перевантажуйте батьків, вимагаючи відсканувати та надіслати відгуки учнів.
- Визначте тривалість одиниць дистанційного навчання на основі навичок саморегуляції студентів: дотримуйтесь узгодженого часу відповідно до рівня саморегуляції та метакогнітивних здібностей студентів, особливо для занять у прямому ефірі. Бажано, щоб для учнів початкової школи тривалість розділу не перевищувала 20 хвилин, а для учнів середньої школи — не більше 40 хвилин.
- Створюйте спільноти та зміцнюйте зв'язок: створюйте спільноти вчителів, батьків і керівників шкіл, щоб вирішити почуття самотності чи безпорадності, сприяти обміну досвідом і обговоренню стратегій подолання труднощів у навчанні.[301]

### Заходи спільноти Open Education
Члени спільноти «Open Education» у відповідь на пандемію COVID-19 поділилися відкритими освітніми ресурсами, зокрема:
- «Commonwealth of Learning» створив ресурс «Keeping the doors of learning open».[302] Проєкт об'єднує підібраний список ресурсів для політиків, адміністраторів шкіл і коледжів, вчителів, батьків і учнів, які допоможуть учням навчатися під час закриття навчальних закладів. Більшість із них доступні як відкриті освітні ресурси.
- Відкриті освітні ресурси для викладання та навчання в епоху COVID-19, надані спільнотою, — це спільно створена електронна таблиця ресурсів. В електронній таблиці є кілька вкладок, які містять посилання на: ресурси K-12 (основна/середня школа), репозиторії відкритих освітніх ресурсів, набори інструментів відкритих освітніх ресурсів, підтримку учнів, онлайн-навчання тощо.[303]
- Онлайн-курси OERu[304] — це ресурс для нарощування потенціалу в плануванні та розробці онлайн-навчання з підтримкою OER. OERu пропонує два полегшених онлайн-курси, включаючи безкоштовний доступ до сертифіката компетентності з авторського права та ліцензування Creative Commons. Ці курси нададуть навички для учасників, які хочуть розробити та опублікувати власні онлайн-курси, використовуючи компонентне цифрове навчальне середовище OERu з відкритим кодом.
- Teaching and Learning Online — це веб-сайт SkillsCommons і MERLOT , який пропонує безкоштовну сторінку онлайн-ресурсів у відповідь на COVID-19. Ця сторінка допомагає вчителям і учням підготуватися до викладання та навчання онлайн.[305]
- Університетські бібліотеки Університету Аризони створили сторінку «Бібліотечна підтримка для переходу на онлайн-викладання»[306] та вебінар із безкоштовними матеріалами курсу.[307]
- «WirLernenOnline» — це німецька онлайн-платформа для пошуку навчальних матеріалів для цифрових уроків у початковій школі, середній школі, старших класах середньої та професійно-технічної освіти.[308]

## Платформи онлайн-навчання

### Coursera
Із закриттям шкіл зріс попит на онлайн-освітні платформи. Платформа «Coursera», на якій можна проводити навчання онлайн, також стала популярною під час пандемії.
- Дохід «Coursera» зріс на 59 % за рік, головним чином завдяки буму цифрового навчання, спричиненого пандемією.[310]
- Загальна кількість зареєстрованих користувачів платформи у 2020 році зросла на 65 % порівняно з 2019 роком.
- Під час пандемії «Coursera» також співпрацювала з більш ніж 330 урядовими установами в 70 країнах, і 30 штатах і містах США в рамках ініціативи «Coursera Workforce Recovery Initiative», яка допомагає урядам надавати безробітним безкоштовний доступ до тисяч курсів для бізнесу, технологій і даних, а також надавала наукові навички від компаній, зокрема Amazon і Google.[310]

### Zoom
Потреба в платформі для відеоконференцій і онлайн-класів виникла внаслідок пандемії. Платформа Zoom значно зросла із менш відомого робочого програмного забезпечення до одного з найпопулярніших додатків для відеоконференцій.
- Компанія «Zoom» була заснована в 2011 році Еріком Юанем, і була запущена на початку 2013 року.
- Дохід «Zoom» у 2020 році в чотири рази перевищив показник у 2019 році.
- У грудні 2019 року «Zoom» мав лише 10 мільйонів учасників щоденних зустрічей. Ця кількість значно зросла через пандемію, яка перевела класні кімнати та робочі місця онлайн до 350 мільйонів.[311]
- На піку онлайн-навчання під час пандемії «Zoom» використовували понад 90 тисяч начальних закладів.[312]
- Під час карантину «Zoom» щоденно відвідувало 200—300 мільйонів учасників.
- Під час пандемії «Zoom» був одним із найшвидше зростаючих додатків.
- У 2021 році «Zoom» отримав 4 мільярди доларів доходу.[313]

### Google Classroom
Закриття шкіл викликало потребу у порталі віртуальних класів, і Google Classroom служив цій меті для багатьох шкіл. Цей додаток пропонував вчителям такі функції, як інтеграція «Google Suite» разом із інструментами керування навчанням для завантаження та подання завдань. Іншим фактором, який допоміг «Google Classroom» стати широкою опцією для шкіл, є інтеграція з Chromebook, який багато начальних закладів уже використовували до пандемії. З 2020 по 2021 рік кількість користувачів «Google Classroom» зросла з 40 мільйонів до понад 150 мільйонів.

## Вакцинація

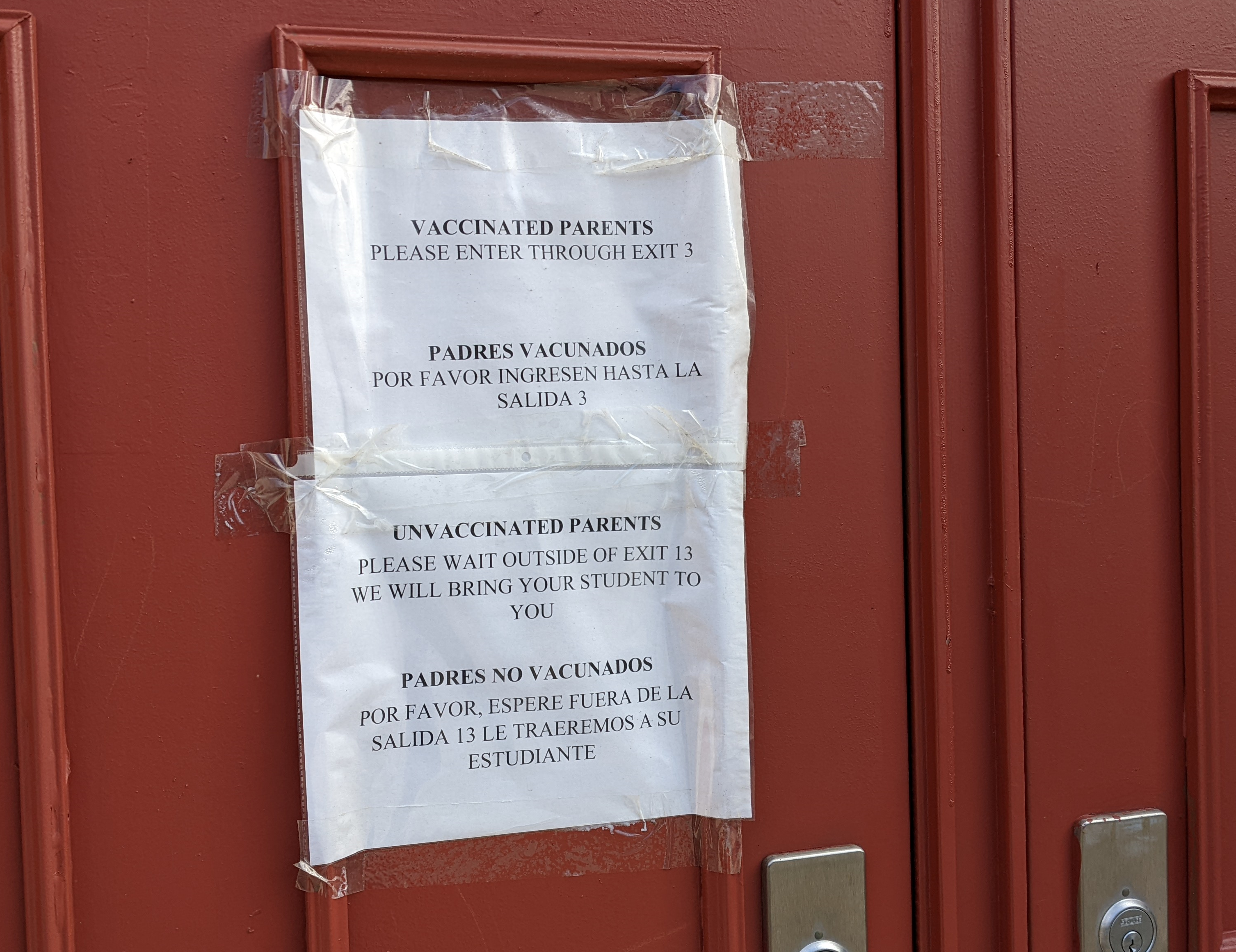
Різні інструкції щодо забору після школи для вакцинованих і невакцинованих батьків у початковій школі в Нью-Йорку.

Понад 1000 коледжів у США вимагали від студентів у кампусі пройти повну вакцинацію проти COVID-19 на 2021—2022 навчальний рік. З цих 1000 начальних закладів понад 300 також вимагали, щоб студенти отримували ревакцинацію. Ці розпорядження надійшли після того, як понад 700 тисяч випадків COVID-19 були пов'язані з коледжами США з початку пандемії до кінця травня 2021 року. Багато з цих коледжів також вимагали від персоналу та викладачів пройти повний курс вакцинації, особливо після запровадження федеральної постанови про обов'язкову вакцинацію в листопаді 2021 року.
У всіх штатах прийняті закони, які вимагають, щоб університети дозволяли медичні винятки щодо вакцинації, і більшість з них також вимагають, щоб університети могли запровадити релігійні винятки з постанови про обов'язкову вакцинацію. Університети застосовували різні підходи до дисциплінарного стягнення студентів, які не надали докази вакцинації або мали схвалений медичний чи релігійний виняток. Університет Вірджинії відрахував студентів, які не дотримувалися розпорядження щодо щеплень, включаючи 49 студентів, які вже були зараховані на заняття на осінній семестр 2021 року.